# Gertrude Stein

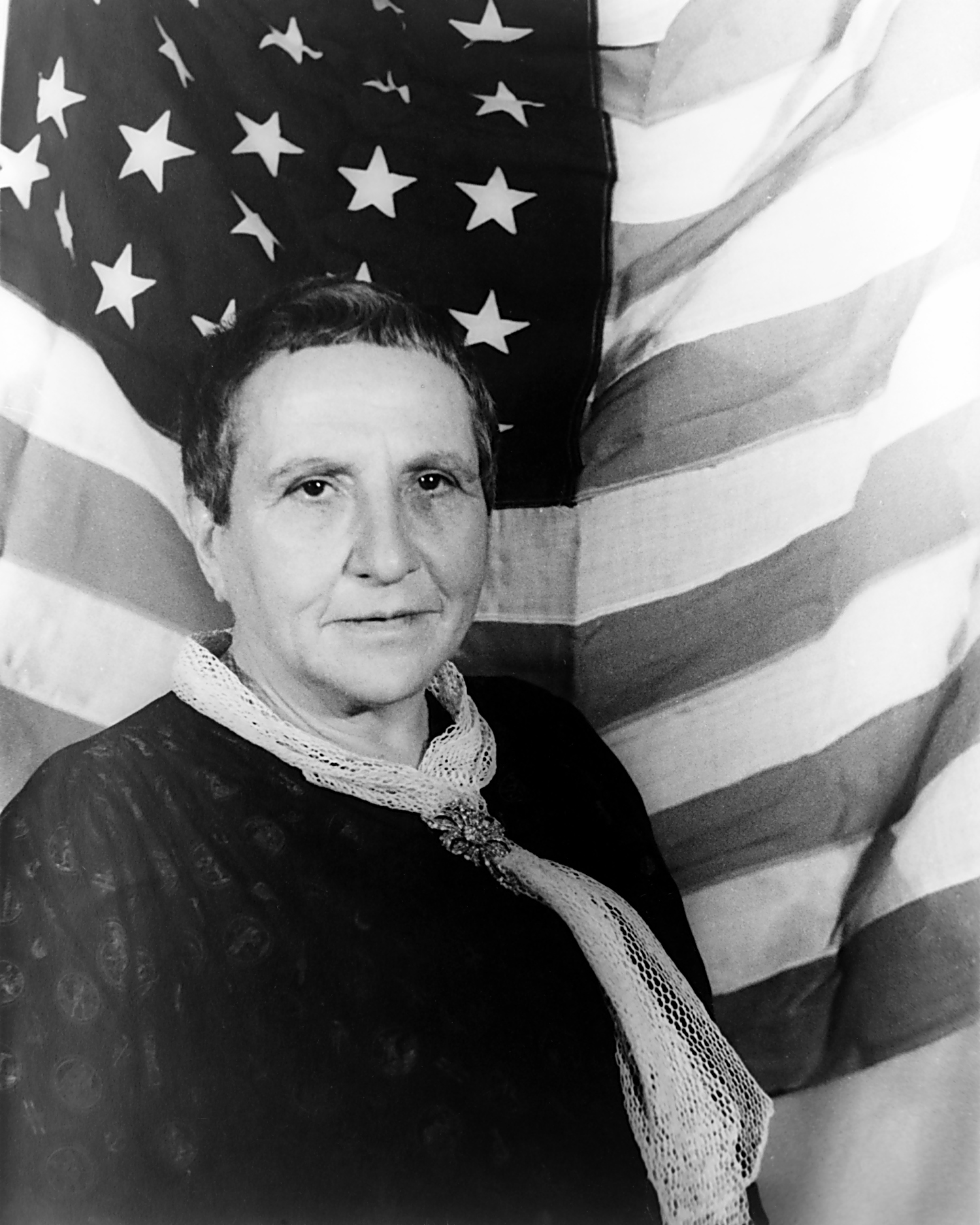
Gertrude Stein, Fotografie von Carl Van Vechten, 1935

Gertrude Stein (geboren 3. Februar 1874 in Allegheny West in Pittsburgh, Pennsylvania; gestorben 27. Juli 1946 in Neuilly-sur-Seine bei Paris) war eine amerikanische Schriftstellerin, Verlegerin und Kunstsammlerin.
Sie ließ sich 1903 in Paris nieder und teilte ihren berühmten, mit zeitgenössischer Kunst ausgestatteten Salon in der 27 rue de Fleurus zuerst mit ihrem Bruder, dem Kunstsammler und -kritiker Leo Stein, und ab 1913 mit ihrer Lebensgefährtin Alice B. Toklas. Auf Steins Einladungen hin trafen sich dort zu der Zeit unbekannte Persönlichkeiten der künstlerischen Avantgarde wie Pablo Picasso, Henri Matisse, Georges Braque und Juan Gris, deren Werke die Geschwister Stein erwarben. Nach dem Ersten Weltkrieg, ab den frühen 1920er Jahren, suchten junge US-amerikanische Schriftsteller der Moderne wie beispielsweise F. Scott Fitzgerald, Sherwood Anderson und Ernest Hemingway den Salon auf, deren literarisches Werk vom experimentellen Schreibstil Steins beeinflusst wurde.
Gertrude Stein zählt wie Virginia Woolf zu den ersten Frauen der klassischen literarischen Moderne. Sie schrieb experimentelle Romane, Novellen, Essays, Gedichte, literarische Porträts und Bühnenwerke, in denen sie sich über sprachliche und literarische Konventionen hinwegsetzte, sodass viele Kritiker und Leser ihr Werk als zu schwierig empfanden, sich darüber belustigten oder es ignorierten. Erst ihr mehr im konventionellen Stil verfasstes Buch The Autobiography of Alice B. Toklas, 1933 in New York veröffentlicht, erreichte einen hohen Bekanntheitsgrad und machte sie zu einer literarischen Berühmtheit. Stein prägte den häufig in Abwandlungen zitierten Satz „Rose is a rose is a rose is a rose“, der aus dem Gedicht Sacred Emily in dem 1922 veröffentlichten Buch Geography and Plays stammt.

## Leben

### Jugend und Ausbildung

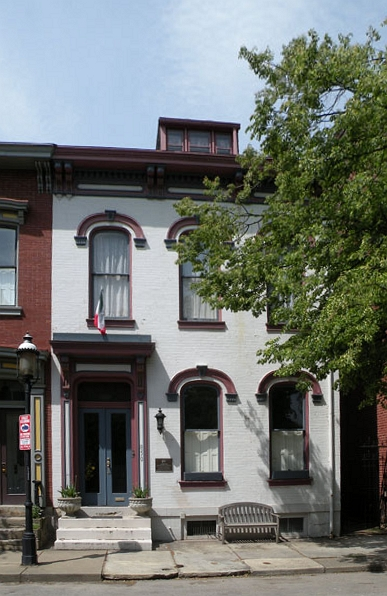
Gertrude Steins Geburtshaus in Allegheny, 850 Beech Avenue

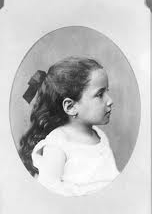
Gertrude Stein im Alter von drei Jahren

Gertrude Stein wurde am 3. Februar 1874 in Allegheny als jüngstes von fünf Kindern in eine wohlhabende und „hochachtbare bürgerliche Familie“, wie sie in ihrer Autobiografie schrieb, hineingeboren. Die Großeltern väterlicherseits, Michael und Hannah Stein, waren aus Deutschland emigrierte Juden, ursprünglich ansässig in Weickersgrüben bei Gräfendorf in Bayern. Sie waren 1841 mit dem Ziel ausgewandert, in Amerika politische Freiheit und wirtschaftliche Entwicklungsmöglichkeiten zu finden, die ihnen in der Heimat versagt waren. Gertrudes Vater, Daniel Stein, der mit seinen Eltern und drei Geschwistern am 2. September 1841 in Baltimore angekommen war, heiratete 1864 die ebenfalls deutsch-jüdische Amelia Keyser. In der Familie wurde Deutsch und Englisch gesprochen. Nach Aufenthalten in Wien und Passy bei Paris wuchs Gertrude in Kalifornien auf. Als 1891, drei Jahre nach dem Tod der Mutter im Jahr 1888, auch der Vater Daniel Stein starb, wurde der älteste Bruder Michael Vormund für die jüngeren Geschwister.
Im Herbst 1893 folgte Gertrude Stein ihrem Bruder Leo zu Studienzwecken nach Cambridge (USA). Sie studierte Biologie und Philosophie am Radcliffe College, der Harvard-Abteilung für Frauen. Sie besuchte die Vorlesungen und gehörte zum engeren Kreis des Psychologen und Philosophen William James, dessen Begriff Bewusstseinsstrom (stream of consciousness) ihr Werk beeinflussen sollte. James’ Bruder Henry James machte in seinen Romanen den „Bewusstseinsstrom“ zum erzählerischen Prinzip. Er eröffnete damit literarische Gestaltungsmöglichkeiten, die gleichermaßen den Schreibstil von Autoren der klassischen Moderne wie Virginia Woolf und James Joyce prägten.

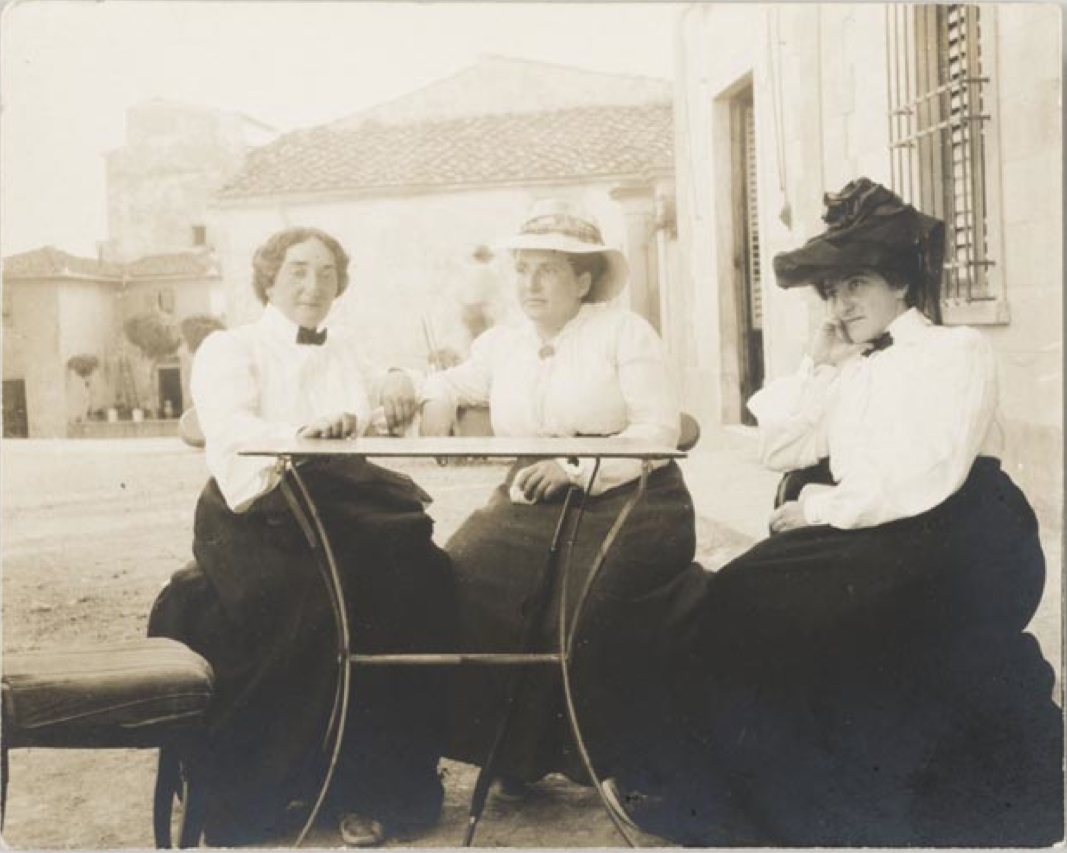
Claribel Cone, Gertrude Stein (Mitte) und Etta Cone in Settignano bei Fiesole (Florenz) im Juni 1903.

Ab 1897 folgte ein Studium der Psychologie und Medizin an der Johns Hopkins Medical School in Baltimore, an die Leo Stein gewechselt war, um Biologie zu studieren. Die Geschwister bezogen in Baltimore eine gemeinsame Wohnung und lernten die Geschwister Etta und Claribel Cone kennen, mit denen Gertrude Stein lebenslang befreundet war. Gertrude Stein geriet in eine Gesellschaft, die ästhetische und moralische Regeln des puritanischen Bürgertums in Frage stellte. Sie hatte an der Universität eine lang andauernde Affäre mit einer Kommilitonin, May Bookstaver, die Stein zur Niederschrift eines kurzen Romans anregte, Q. E. D. (Quod erat demonstrandum – Was zu beweisen war). 1903 verfasst, wurde er erst postum im Jahr 1950 unter dem Titel The Things as They Are veröffentlicht. Literaturkritiker sehen den Roman, der sich inhaltlich mit einer lesbischen Dreierbeziehung auseinandersetzt, als autobiografisch an.
Das Studium der Medizin begann Gertrude Stein zu langweilen, und nach nicht bestandenen Prüfungen brach sie ihr Studium ab, nachdem ihr Bruder Leo im Jahr 1900 nach Europa gereist war, um Kunst zu studieren. Den Sommer 1902 verbrachte sie mit Leo – nach einem Aufenthalt in Fiesole bei Florenz, wo sie Leos Freund, den Kunsttheoretiker Bernard Berenson traf – in Großbritannien, wo beide im Herbst eine Wohnung in London am Bloomsbury Square 20 mieteten; sie trafen dort Mitglieder der Bloomsbury Group. Im Dezember des Jahres zog Leo Stein nach Paris.

### Als Kunstsammlerin und -mäzenin in Paris

#### Der Salon in der Rue de Fleurus

Gertrude Stein in ihrem Salon, 1905. Links oben eine Version von Paul Cézannes Badenden. Die Wände füllten sich nach weiteren Käufen von Gemälden bis zur Decke.

Nach einem Aufenthalt in den USA folgte Stein 1903 ihrem Bruder endgültig nach Europa. In Paris eröffneten beide einen Salon in ihrer gemeinsamen Wohnung in der 27 rue de Fleurus, der sich zu einem Zentrum der schriftstellerischen und malerischen Avantgarde entwickelte. Sie lag in unmittelbarer Nähe zum Jardin du Luxembourg und bestand aus einem eingeschossigen Pavillon in einem Innenhof, an den sich in einem nach Norden ausgerichteten Winkel ein Studio anschloss. Michael Stein – er wohnte mit seiner Frau Sarah ebenfalls in Paris, Rue Madame 58, und führte wie seine Geschwister einen Salon – hatte das Vermögen der Familie gut angelegt. Es reichte aus, um viele Bilder von Künstlern wie Cézanne, Monet, Renoir, Daumier und Gauguin bei dem Galeristen Ambroise Vollard zu erwerben. Gertrude und Leo Stein, der selbst einige Bilder versuchsweise gemalt hatte, kauften die Gemälde, nicht weil sie diese als Investition ansahen, sondern weil sie ihnen gefielen.

#### Pablo Picasso

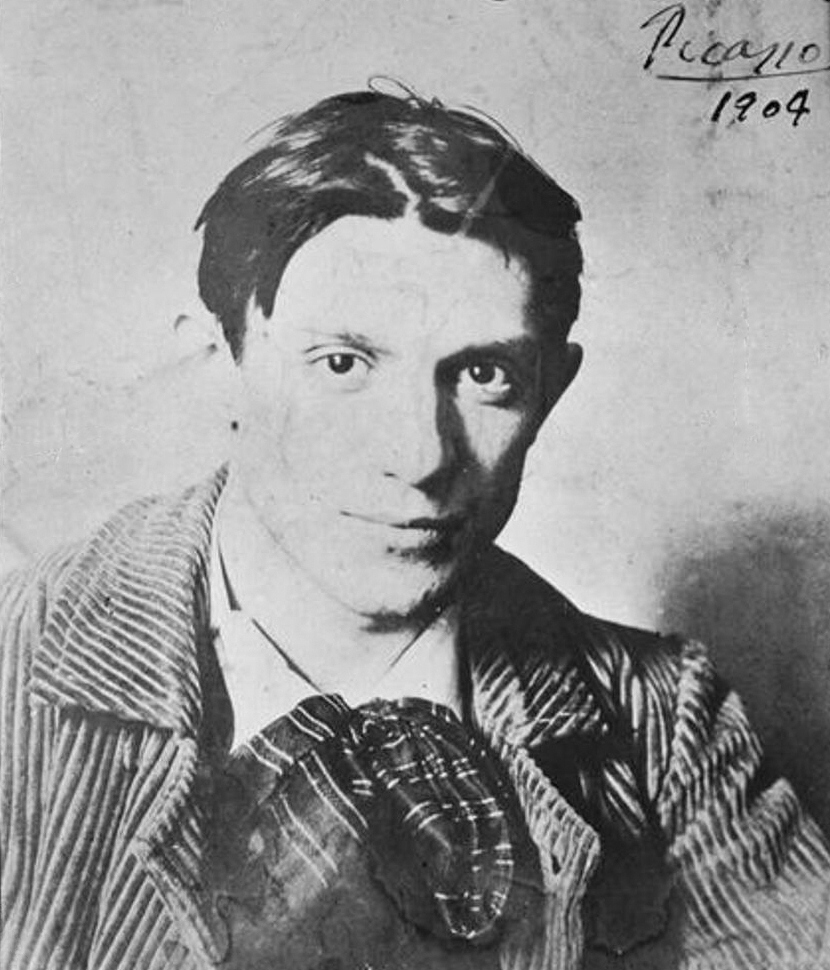
Pablo Picasso, 1904

1905 erwarb Leo Stein für 500 Francs im Salon d’Automne ein erstes Bild des jungen Henri Matisse, es war das Gemälde Frau mit Hut. Das Gemälde ging 1915 in den Besitz der Familie Michael Steins über, die sich sehr für Matisse einsetzte. So war es Sarah Stein, die an der Gründung der Académie Matisse beteiligt war. Die Maler Matisse und Picasso begegneten sich das erste Mal in Gertrude und Leo Steins Salon.
Leo Stein hatte Picasso 1905 durch Vermittlung von Henri-Pierre Roché kennengelernt. Obwohl seiner Schwester das von Leo Stein bei Clovis Sagot – ein ehemaliger Clown, der eine Galerie führte – gekaufte Bild Nacktes Mädchen mit Blumenkorb von Picasso nicht zusagte, freundete sie sich mit Picasso an. Der Maler vollendete im Herbst des Jahres 1906 das Bildnis Gertrude Stein, für das sie monatelang in dessen Atelier, dem Bateau-Lavoir, Modell gesessen hatte. Während der langen Sitzungen – es waren etwa 80 bis 90 – festigte sich die Freundschaft zwischen Picasso und Stein. Stein war davon überzeugt, dass beide schöpferisch genial seien – er als Maler, sie als Schriftstellerin. Eine Ansicht, der sich Picasso nicht anschloss. Stein schrieb literarische Porträts über ihn, und ihr Briefwechsel hielt bis zum Jahr 1944 an.

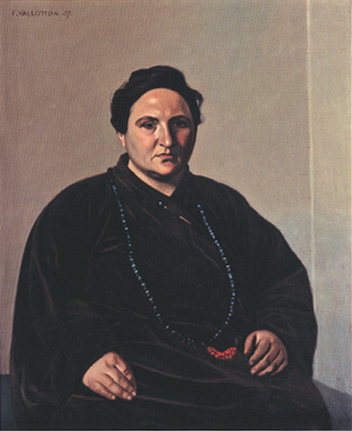
Félix Vallotton: Porträt Gertrude Stein, 1907

Bei der Betrachtung des Porträts fiel einmal die Bemerkung, Gertrude Stein sehe nicht aus wie ihr Porträt, worauf Picasso antwortete: „Sie wird“. Steins Porträt ist heute Bestandteil der Sammlung des Metropolitan Museum of Art (New York City).
Um 1906 arbeitete Gertrude Stein an ihrem Roman The Making of Americans, verfasste Prosatexte und hatte begonnen, Flauberts Trois Contes zu übersetzen. Ein Jahr später, im Jahr 1907, bat Félix Vallotton darum, Gertrude Stein porträtieren zu dürfen. Sie fühlte sich geschmeichelt und sagte zu; das Ergebnis – eine Anlehnung an Picassos Porträt – schien ihr nicht gefallen zu haben, denn auf den zahlreichen Fotografien des Salons der nächsten Jahre war Vallottons Porträt im Gegensatz zu Picassos Darstellung nicht zu sehen. Vallottons Porträt gehört zur Sammlung des Baltimore Museum of Art.

#### Alice B. Toklas
Im Frühling 1906 erschien Geschlecht und Charakter von Otto Weininger auf Englisch. Stein war mindestens drei Jahre lang begeistert von dem Buch und „drängte es vielen ihrer Freunde auf, beinahe, als sei es ein Handbuch für ihre eigenen Ansichten“. Weiningers These von der bisexuellen Veranlagung aller Menschen und von der Gleichberechtigung der Homosexualität dürfte der Grund für Steins Faszination gewesen sein, verfällt doch die männliche Frau weniger Weiningers krankhafter Misogynie. Geschlecht und Charakter, das auch von Leo geschätzt wurde, war die Folie, vor der Stein sich endgültig dazu durchrang, ihre sexuelle Orientierung auch öffentlich zu leben.

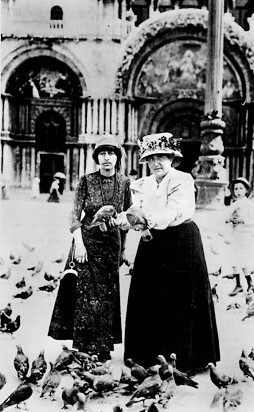
Toklas und Stein in Venedig, 1908

Im Jahr 1907 lernte Gertrude Stein die US-Amerikanerin Alice B. Toklas kennen. Wie sie selbst stammte auch Toklas aus einer bürgerlichen jüdischen Familie. Ein Jahr später, 1908, stellte Stein sie als Sekretärin ein; Toklas hatte die Aufgabe, die Druckfahnen von Three Lives zu lesen und Steins handschriftliche Texte auf der Schreibmaschine zu schreiben. Im nächsten Jahr zog Toklas in die gemeinsame Wohnung in der Rue de Fleurus. Toklas wurde Steins Lebensgefährtin und Muse, zugleich war sie Sekretärin, Lektorin und Köchin. Sie hielt sich stets im Hintergrund.
Beide Frauen sowie Leo Stein nahmen 1908 an dem kunsthistorisch interessanten „Bankett für Rousseau“ teil, das Picasso 1908 in seinem Atelier im Bateau-Lavoir auf dem Montmartre anlässlich seines Kaufs des Gemäldes von Henri Rousseau, der Yadwigha, gab.
Bei den Zusammenkünften im Salon waren unter anderem Pablo Picasso mit Fernande Olivier, Max Jacob, Alfred Jarry, Guillaume Apollinaire mit Marie Laurencin, André Salmon und Georges Braque zu Gast. Der Salon zählte zu den wichtigsten Treffpunkten der Pariser Künstlerszene, denn zwischen Malern und Schriftstellern kam es dort zu einem regen Austausch. Zu den Besuchern gehörten ebenfalls die russischen Sammler Iwan Morosow und Sergei Schtschukin, der US-amerikanische Kunstsammler Albert C. Barnes und die britischen Kunstkritiker Roger Fry und Clive Bell. Gertrudes Freundinnen, Claribel und Etta Cone, machten oft Reisen nach Europa, um Kunstwerke zu kaufen. Bei einem Parisbesuch lernten sie viele Künstler in Steins Salon kennen; so traf Etta Cone auf Matisse, und ihre ersten Käufe waren der Beginn einer lebenslangen Passion für dessen Kunst.

#### Steins erste schriftstellerische Veröffentlichung
Im Jahr 1909 veröffentlichte Stein ihr erstes Buch Three Lives auf eigene Kosten, da sie keinen Verlag fand, der an ihrem Werk interessiert war. Es enthielt drei Novellen, darunter Melanctha, einer von Steins bekanntesten Texten. Ein Porträt von Cézanne, das seine Frau Hortense zeigt, hing an der Wand direkt vor ihrem Schreibtisch. Es hatte sie beim Verfassen von Three Lives durch seine repetitiven Pinselstriche inspiriert, sodass sie ihre Charaktere ebenfalls aus sich wiederholenden Sätzen aufbaute.
Im August 1912 erschienen in Alfred Stieglitz’ Fotomagazin Camera Work in einer Sondernummer Steins verbale kubistische „Wortporträts“ über Henri Matisse und Pablo Picasso als erste Veröffentlichung in den USA. Die Essays wurden später in das 1934 bei Random House publizierte Buch Portraits and Prayers aufgenommen.

#### Trennung von Leo Stein

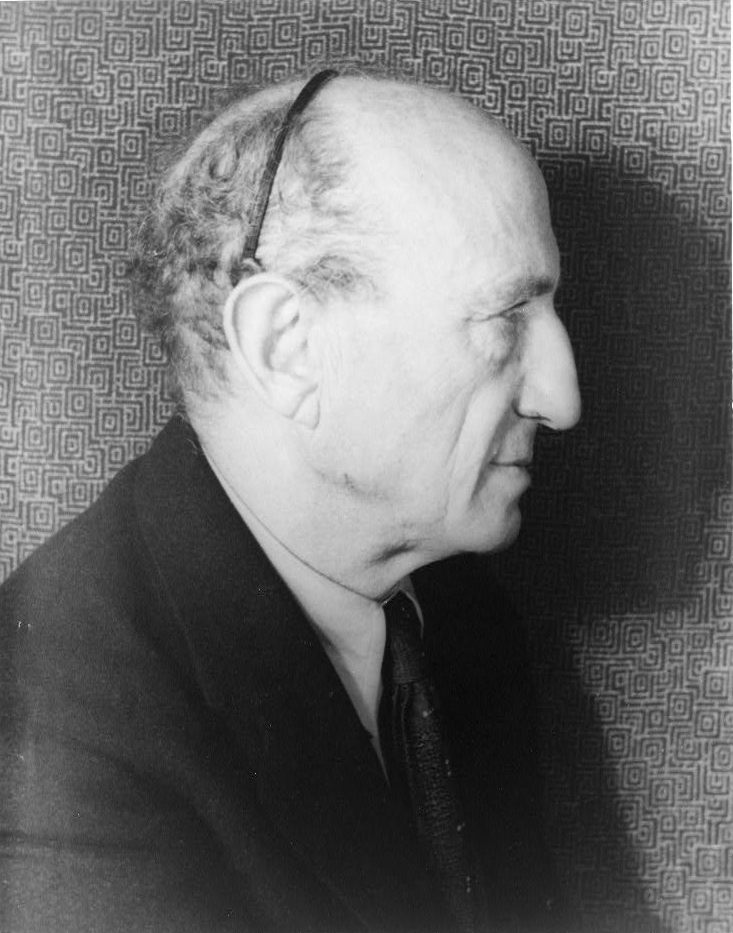
Leo Stein, 1937. Fotografie von Carl Van Vechten

Leo Stein verließ die gemeinsame Wohnung im Jahr 1913, da er das Zusammenleben mit Alice B. Toklas nicht mehr tolerieren wollte und Gertrudes Vorliebe für den Kubismus nicht teilte. Seine Aversion gegen Picassos Gemälde begann mit der Begutachtung von Les Demoiselles d’Avignon, und die Schriftstellerei seiner Schwester fand er minderwertig und wenig überzeugend. Als weitere Gründe für die Trennung der Geschwister wurden Alices Eifersucht oder Leos Affäre mit Nina Auzias, mit der er seit 1908 befreundet war und die ihm Modell gesessen hatte, genannt. Er zog nach Settignano bei Florenz. Der Hausrat und die Kunstsammlung wurden aufgeteilt. Leo Stein wählte die Renoirs und Matisse’ Le Bonheur de Vivre sowie viele Cézannes, während Gertrude Stein die kubistischen Bilder Picassos, Cézannes Porträt Mme Cézanne sowie Matisse’ Frau mit Hut behielt. Zu einer Aussöhnung kam es nicht. Gertrude beantwortete die Post ihres Bruders nicht mehr und zeigte keinerlei Reaktionen auf Versöhnungsangebote. In ihrem langen Prosatext Two: Gertrude Stein and Her Brother, 1951 postum veröffentlicht, schrieb sich Stein von ihrem Bruder frei, indem sie analysierte: „Sie war erfolgreich“, während ihr Bruder „einer wurde, der nicht mehr zuhörte“.

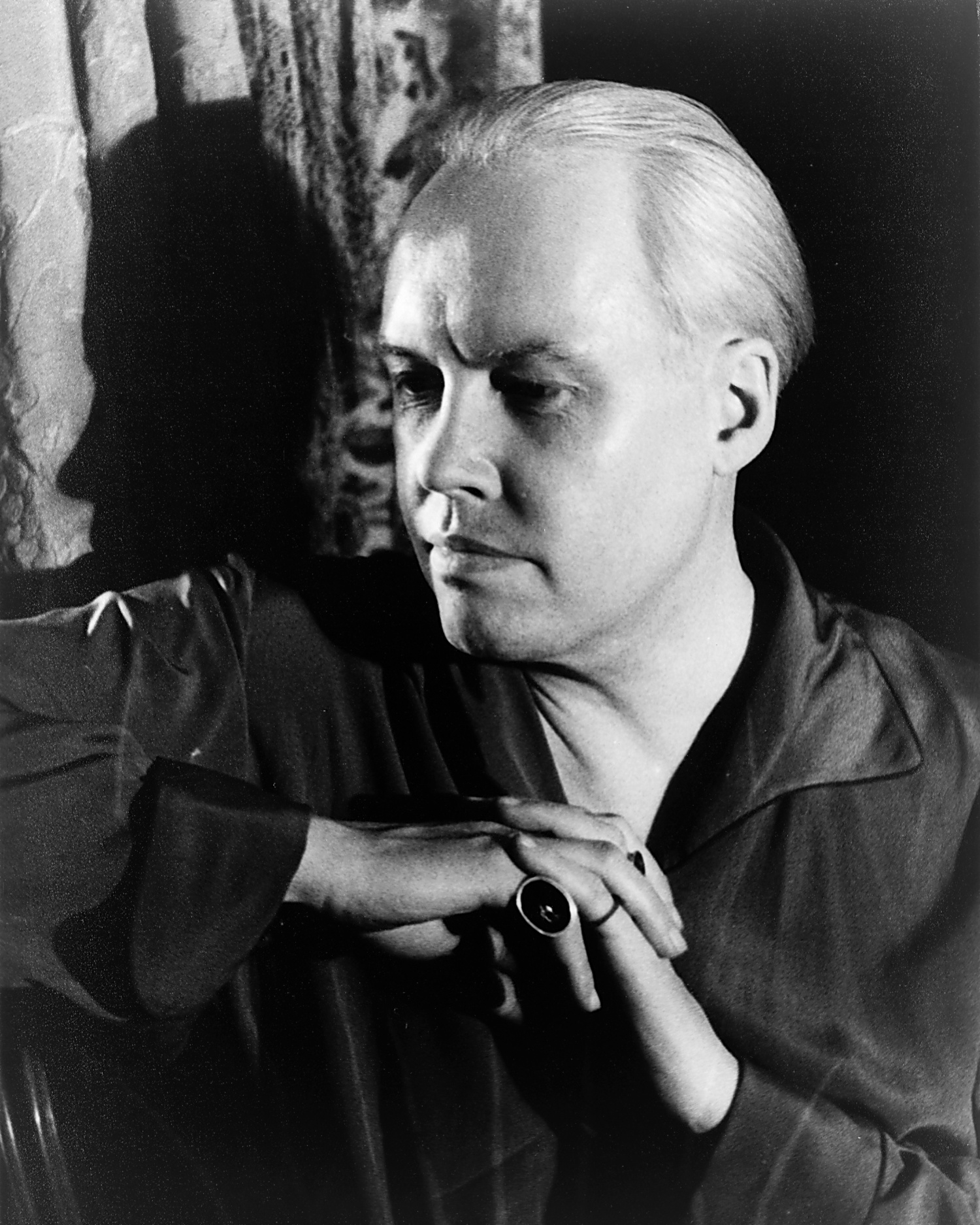
Selbstporträt Carl Van Vechten, 3. April 1934

Gertrude Stein und Alice B. Toklas führten nun die Einladungen zum Salon als jour fixe der Samstagabende alleine weiter. Der Tagesablauf änderte sich fortan: Nachmittags empfing Stein Besucher oder besuchte Freunde, nach dem Abendessen schrieb sie bis in die frühen Morgenstunden an ihren Texten. Janet Flanner beschrieb in ihrem Buch Legendäre Frauen und ein Mann die „Stein/Toklas-Parties“; sie wies darauf hin, dass die Herren Gertrude Stein – den „Mann“ in der Beziehung – umringten, während die Damen sich um den Teetisch scharten, dem Alice B. Toklas vorsaß.
Im selben Jahr lernte Gertrude Stein in Paris den Musik- und Kunstkritiker sowie Fotografen Carl Van Vechten kennen. Er wurde ihr Förderer, indem er ihre Werke in der Fachpresse besprach und sich bemühte, für ihre unveröffentlichten Werke einen Verlag zu finden. Zwischen ihnen entwickelte sich eine lebenslange Freundschaft und ein ausführlicher Briefwechsel. Van Vechten bezeichnete Gertrude Stein in seinen Briefen mit dem erfundenen Namen „Baby Woojums“, Toklas als „Mama Woojums“ und sich selbst als „Papa Woojums“.

#### Teilnahme an der Armory Show
Stein hatte auf Anraten ihrer Freundin Mabel Dodge Luhan die Armory Show besucht, die 1913 in New York stattfand und in der erstmals europäische Künstler der Moderne wie Matisse, Picasso, Braque, Duchamp und Kandinsky gezeigt wurden. Unter Steins Patronage standen die beiden Künstler Marsden Hartley und Alfred Maurer, die sie aus Paris kannte. Steins 1912 verfasstes Schriftstück Portrait of Mabel Dodge at the Villa Curonia wurde während der Ausstellung verteilt; es stellte den einzigen literarischen Beitrag dar. Leo Stein, der die Ausstellung nicht selbst besuchte, da er die Öffentlichkeit scheute, hatte Matisse’ Gemälde Blauer Akt (Erinnerung an Biskra) aus dem Jahr 1907 sowie zwei Gemälde Picassos als Leihgaben zur Verfügung gestellt.
Die Armory Show bewirkte ein Anwachsen der amerikanischen Besucher im Pariser Kunstsalon von Gertrude Stein und Alice Toklas, da sie dort weitere Gemälde moderner europäischer Künstler wie Cézanne und Picasso entdecken konnten.

Bilder aus dem Salon
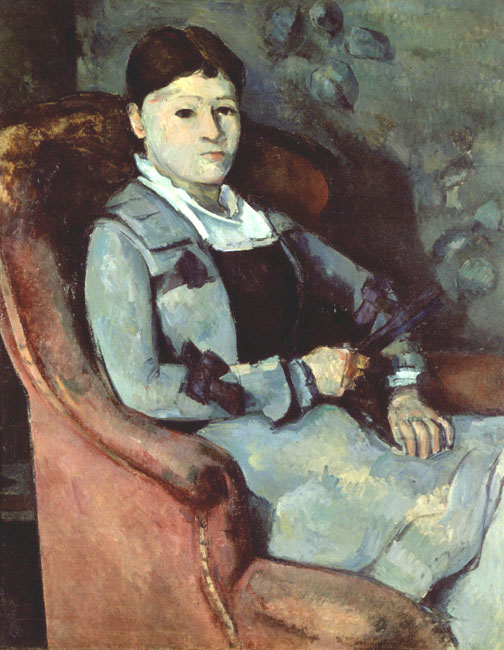
Paul Cézanne: Porträt der Mme Cézanne, 1881
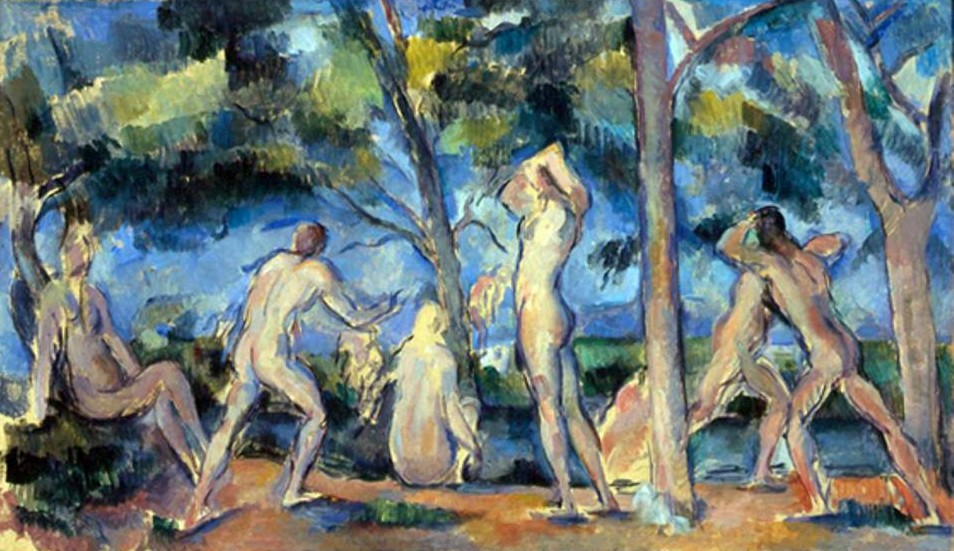
Paul Cézanne: Badende, 1890–1900
Paul Gauguin: Drei Tahitianer, 1899
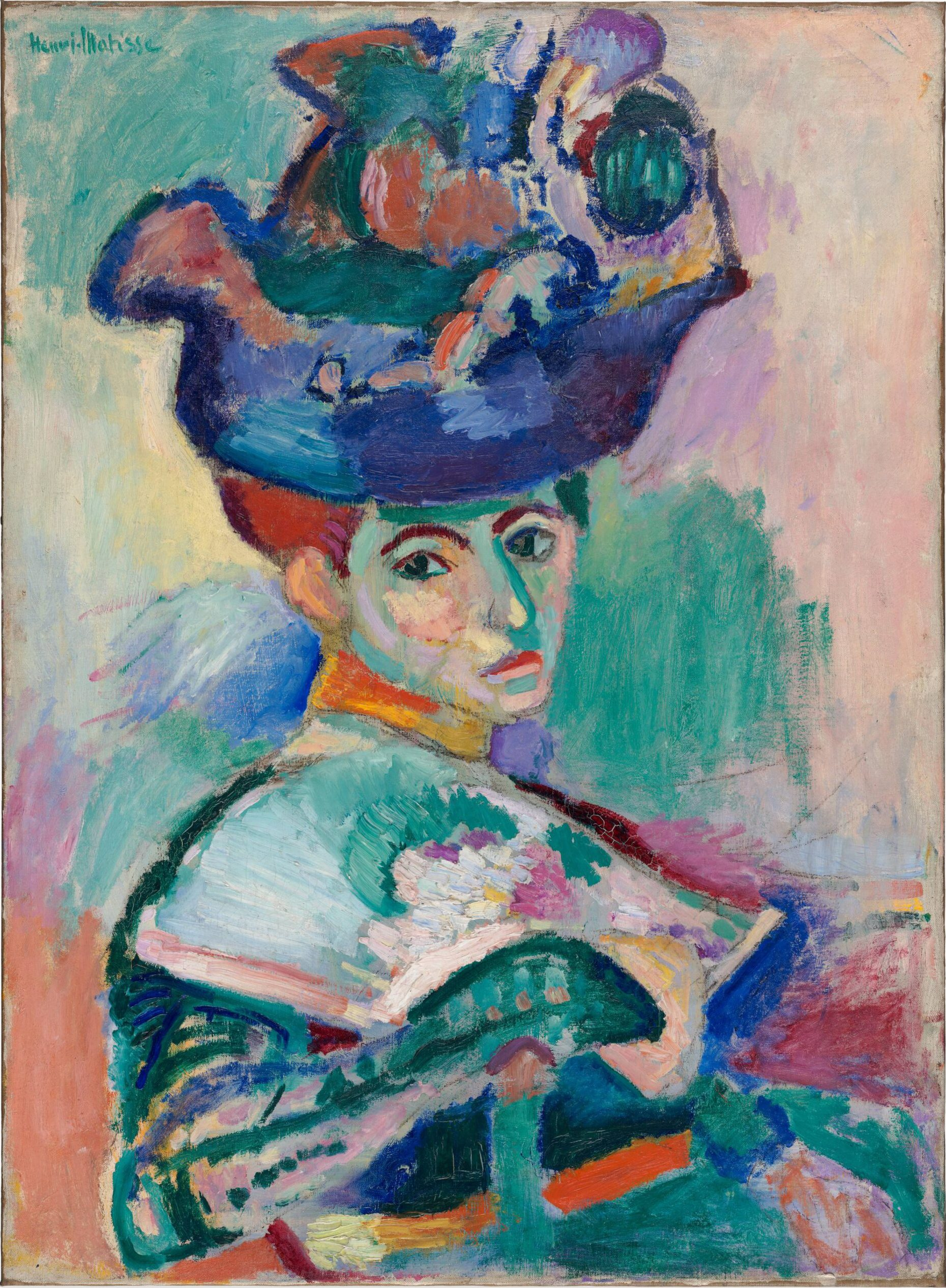
Henri Matisse: Frau mit Hut, 1905
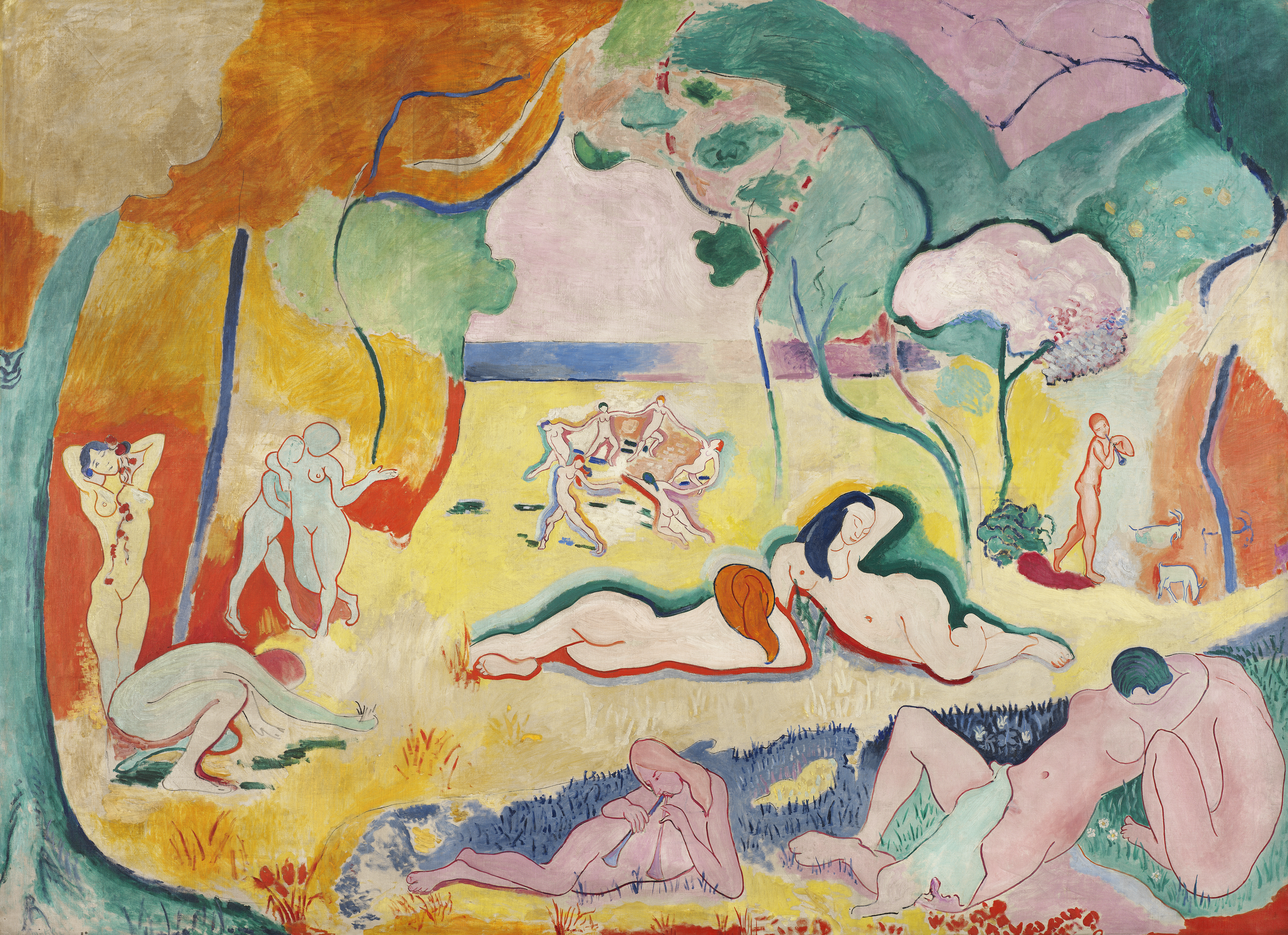
Henri Matisse: Le bonheur de vivre, 1905/1906
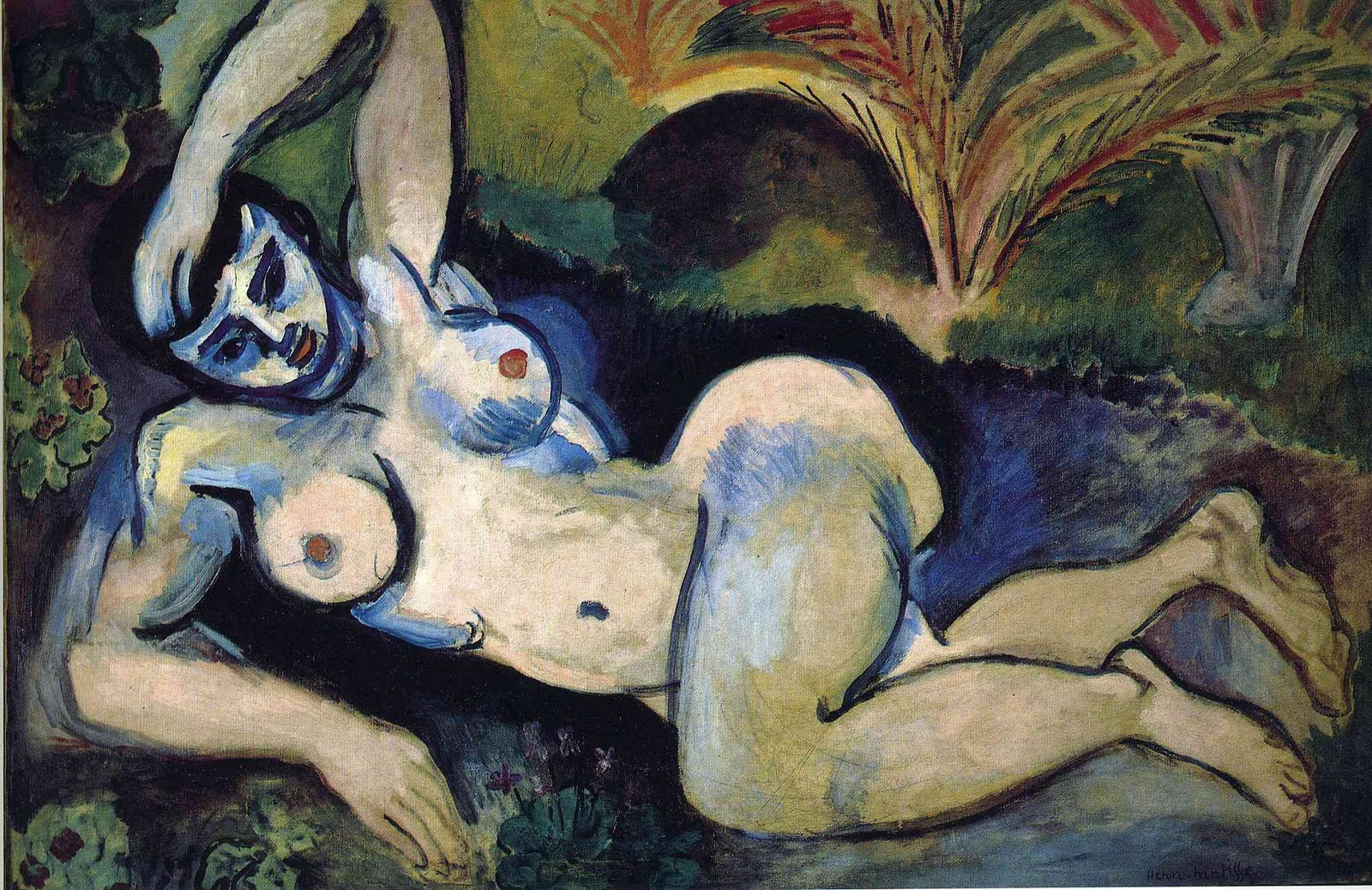
Henri Matisse: Blauer Akt (Erinnerung an Biskra), 1907
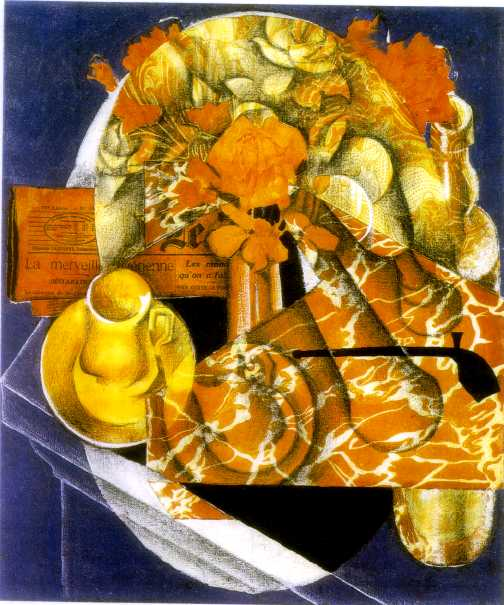
Juan Gris: Roses, 1914

### Erster Weltkrieg
Kurz vor dem Ausbruch des Ersten Weltkriegs im Jahr 1914 kaufte Gertrude Stein die ersten Gemälde von Juan Gris in der Galerie von Daniel-Henry Kahnweiler, darunter Roses. Sie schätzte Gris’ kubistische Malweise ebenso wie die von Picasso. Im selben Jahr wurde Steins Textsammlung Tender Buttons, mit der sie sich verstärkt der experimentellen Literatur zugewandt hatte, indem sie versuchte, den kubistischen Malstil auf die Sprache als literarische Entsprechung zu übertragen, im New Yorker Verlag Claire Marie veröffentlicht. Beispiel: Rose is a rose is a rose is a rose; deutsch „Rose ist eine Rose ist eine Rose“.
Im Juli reisten Stein und Toklas nach London, um einen Vertrag zur Veröffentlichung von Three Lives zu schließen. Nach Vertragsabschluss suchten sie Cambridge auf und begegneten dem Philosophen Alfred North Whitehead, der sie auf seinen Landsitz in Lockeridge, Wiltshire, einlud. Dort trafen sie Bertrand Russell und Lytton Strachey, mit denen sie über die politische Lage debattierten. An diesem Wochenende erreichte sie die Nachricht von der deutschen Invasion Belgiens. Als am 4. August 1914 die Kriegserklärung Englands an Deutschland erfolgte, reisten Stein und Toklas nach London zurück, konnten jedoch erst im Oktober 1914 nach Paris zurückkehren. Das Frühjahr 1915, bis zum Sommer 1916, verbrachten sie in Palma.
Ab 1917 waren Stein und Toklas im Einsatz für die amerikanische Hilfsorganisation American Fund for French Wounded mit ihrem ersten Ford-Automobil, genannt „Auntie“. Sie wurden in Perpignan, Nîmes und Mülhausen eingesetzt, um Medikamente und medizinisches Material an Lazarette zu liefern.

### Neubeginn als Literatin

#### Freundschaft mit Hemingway

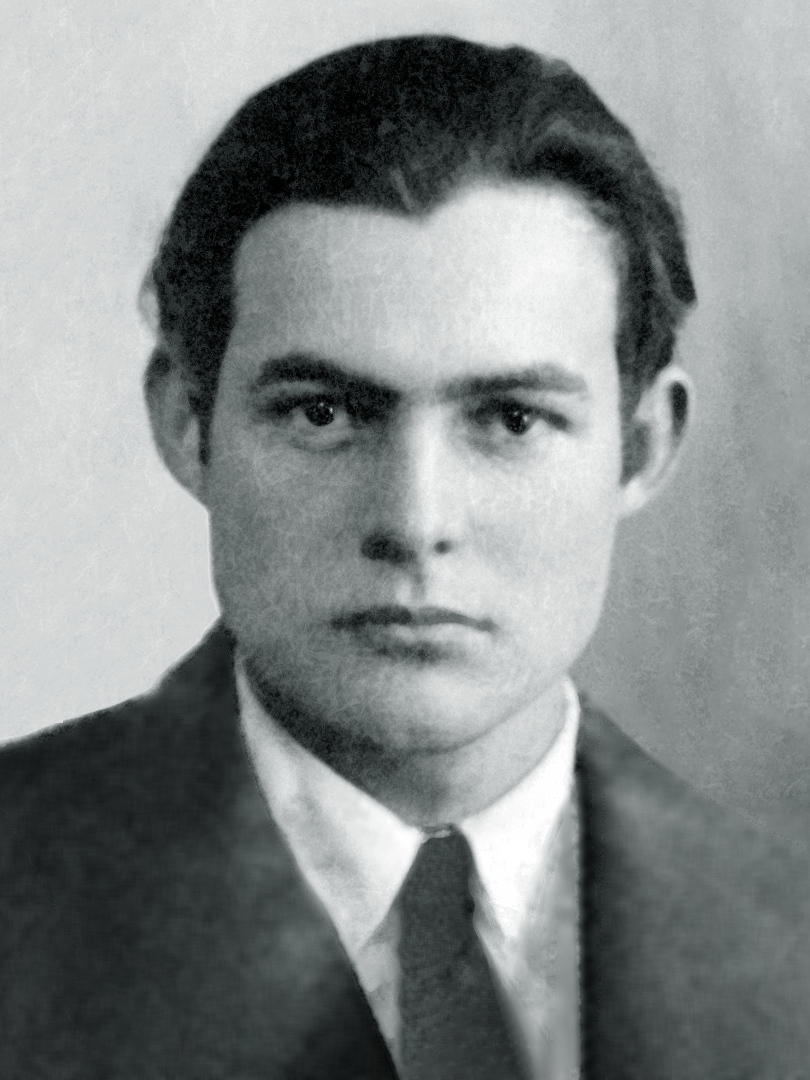
Hemingways Passfoto, 1923

Nach dem Krieg gab es neue Besucher in Steins Salon. Viele Freunde und Bekannte waren im Krieg gefallen oder besuchten sie nicht mehr. Neue Künstler kamen nach Paris. Die Beliebtheit der Stadt, vor allem die Gegend um die Rive Gauche für die als Expatriates in Paris lebenden Amerikaner, erklärte Gertrude Stein so: „Der Grund ist einfach der, dass sie ihr eigenes Leben leben und sie Dir Dein eigenes Leben lassen …“ Weitere literarische Zirkel waren bei Edith Wharton in der Rue de Varenne 52 und Natalie Barney in der Rue Jacob 20 angesiedelt. Sie zählten in literarischen Publikationen zu den „Frauen von der Left Bank“.

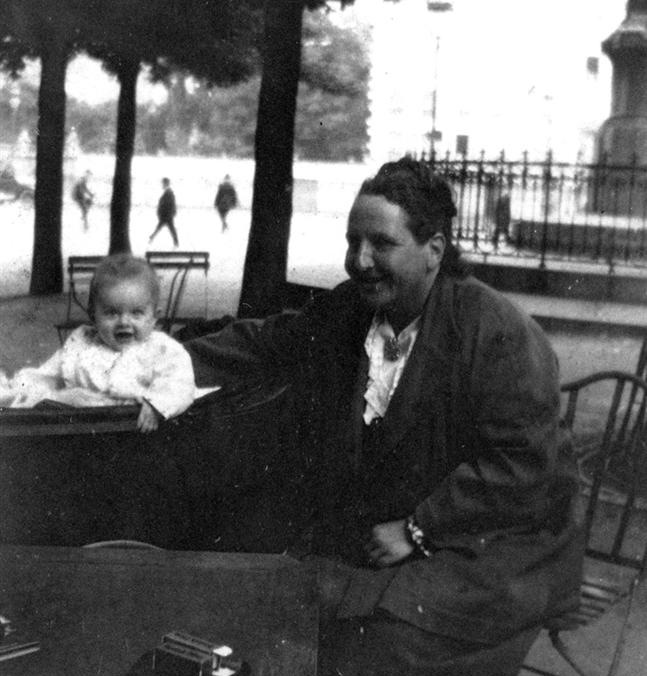
Gertrude Stein mit Ernest Hemingways Sohn John, genannt Jack, 1924 in Paris

Stein prägte in dieser Zeit den Begriff der „Lost Generation“. Wie er entstand, beschreibt Ernest Hemingway rückblickend in seinem Roman A Moveable Feast (Paris – Ein Fest fürs Leben). Er hatte Gertrude Stein 1922 in Paris kennengelernt, wo er als Auslandskorrespondent für die Zeitung Toronto Star tätig war. Hemingway schildert Gertrude Stein in diesem Werk als sehr dick, nicht groß, und schwer gebaut wie eine Bauersfrau. Sie habe wunderschöne Augen gehabt, ein grobes deutsch-jüdisches Gesicht, schönes, dichtes lebendiges Haar, „das sie in derselben Art aufgesteckt trug, wie sie es wahrscheinlich im College getragen hatte.“ Als Stein ab 1926 eine extreme Kurzhaarfrisur trug, schrieb er spöttisch, sie sehe aus wie ein „römischer Kaiser“.
Gertrude Stein wurde in den frühen 1920er Jahren zur Mentorin und Förderin des jungen Ernest Hemingway. Sie ermunterte ihn, die journalistische Tätigkeit aufzugeben und sein Talent als Schriftsteller zu nutzen. Seine schmucklosen Sätze und seine lakonische Erzählweise zeugen von ihrem Einfluss. Auch die Handlungsorte von Hemingways Erzählungen gehen auf den Einfluss von Gertrude Stein zurück. Hemingway wiederum las Korrektur ihres Werkes The Making of Americans und setzte sich für einen Vorabdruck ein. Stein und Toklas wurden Patinnen seines ersten Sohnes John im Jahr 1923. Die Freundschaft zerbrach 1926 unter anderem daran, dass Hemingway ein Werk des gemeinsamen Freundes Sherwood Anderson parodierte – darin ebenfalls eine Parodie auf ihren Roman The Making of Americans. Stein rächte sich, indem sie ihn in ihrer ersten Autobiografie The Autobiography of Alice B. Toklas (1933) wenig schmeichelhaft darstellte. Hemingway reagierte, indem er ihr sein Buch Death in the Afternoon (Tod am Nachmittag) mit der Widmung schickte: “A bitch is a bitch is a bitch is a bitch”, womit er auf ihren bekanntesten Satz “A rose is a rose …” anspielte.

#### Sylvia Beach – VerlagsgründungPlain Edition

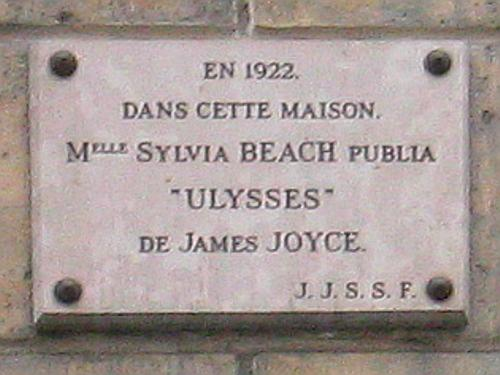
Gedenktafel in der Rue de l’Odéon 12, in der Sylvia Beach 1922 als Verlegerin James Joyce’ Ulysses veröffentlicht hatte

Durch Vermittlung von Sylvia Beach, die in Paris 1919 die Buchhandlung und Leihbibliothek Shakespeare and Company in der Rue de l’Odéon 12 eröffnet hatte, kamen zudem die jungen Schriftsteller der „Lost Generation“ in den Salon von Stein: neben Ernest Hemingway und Sherwood Anderson kamen John Dos Passos, Ezra Pound, John Reed, Thornton Wilder, T. S. Eliot, F. Scott Fitzgerald, Louis Bromfield, Edith Sitwell, Paul Bowles, Allen Tate und Léonie Adams und ebenso die Franzosen Jean Cocteau, Valery Larbaud und der Rumäne Tristan Tzara.
Steins Hauptwerk, The Making of Americans, es umfasst etwa 1000 gedruckte Seiten, verfasst zwischen 1903 und 1911, erschien 1925 im Verlag Contact Editions, einem kleinen Verlag von Bryher und Robert McAlmon in Paris. Einige Teile des Werks waren aufgrund des Vorschlags von Hemingway bereits 1924 in der Zeitschrift Transatlantic Review des Schriftstellers und Verlegers Ford Madox Ford abgedruckt worden. 1926 hielt sie in Cambridge, London und Oxford Vorträge über ihr Werk. Der in Cambridge gehaltene Vortrag mit dem Titel Composition As Explanation erschien im selben Jahr im Londoner Verlag Hogarth Press von Virginia und Leonard Woolf.
Ein Treffen mit William Carlos Williams während seiner ausgedehnten Europa-Reise im Jahr 1927 scheint wenig günstig verlaufen zu sein. Zuerst berichtete Gertrude Stein, dass Marcel Proust einen Stuhl demoliert habe beim Versuch, sich hineinplumpsen zu lassen. Danach unterhielt sie sich mit Williams über Manuskripte. Williams soll ihr geraten haben, die guten Manuskripte zu vermarkten, die weniger guten dem Feuer zu übergeben. Diese Äußerung kam bei Stein nicht gut an, und die Begegnung endete peinlich – so Williams. Denn sie hatte ihm erwidert: „Aber das Schreiben ist ja auch nicht Ihr Metier!“

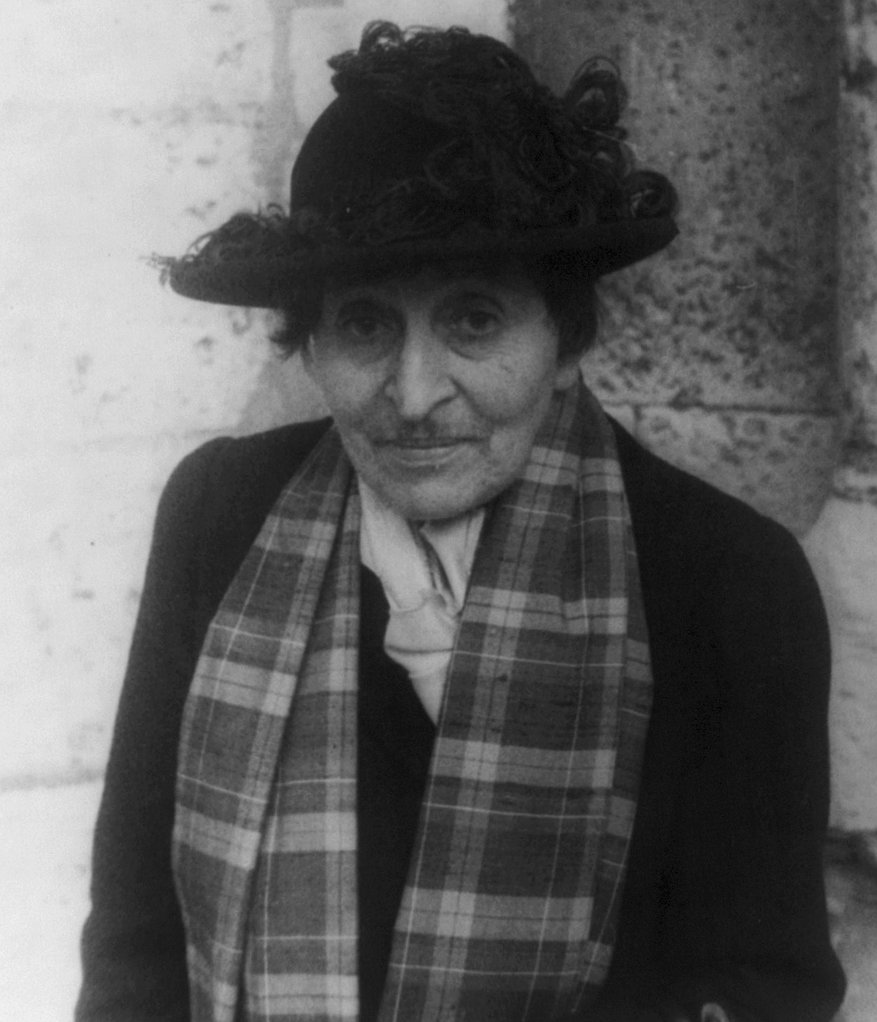
Alice B. Toklas 1949, Fotografie von Carl Van Vechten

Im Jahr 1931 gründete Alice Toklas den Verlag Plain Edition, um das Werk Steins zu vermarkten; es erschien im selben Jahr beispielsweise How to Write, eine Einführung in Steins Schriften. Die Gründung wurde finanziert durch den Verkauf eines Gemäldes, so erinnert sich Toklas in ihren Memoiren: „Als Gertrude keinen Verleger finden konnte, verkaufte sie Picassos schönes Gemälde von dem Mädchen, das einen Fächer hochhält. Es brach mir beinahe das Herz. […]. Aber so konnte die Plain Edition starten“.

### Erfolgreiche Jahre

#### The Autobiography of Alice B. Toklas–Four Saints in Three Acts
Steins erfolgreichstes Werk, die Autobiography of Alice B. Toklas, in dem sie aus ihrem Leben, von ihren Freundschaften mit heute berühmten Künstlern wie Picasso und Matisse und Schriftstellern wie Hemingway und F. Scott Fitzgerald sowie Musikern wie George Gershwin berichtet, erschien 1933 im amerikanischen Verlag Harcourt, Brace and Company, New York. Alice, ihre Lebensgefährtin, ist vorgeblich die Erzählerin, bleibt aber als fiktive Figur im Hintergrund. Das Werk endet mit der Auskunft, dass Gertrude Stein es geschrieben habe. Am 11. September des Jahres hatte das Nachrichtenmagazin Time Gertrude Stein auf der Titelseite.
Steins von Virgil Thomson vertonte Oper Four Saints in Three Acts wurde am 8. Februar 1934 im Wadsworth Atheneum in Hartford uraufgeführt; weitere Aufführungen fanden ab dem 20. Februar am Broadway statt. Wie die Autobiography wurde die Oper ein großer Erfolg, was Thomson dazu veranlasste, Stein eine Klaviersonate, Für Gertrude zum Improvisieren am Piano, zu widmen. Ein Kritiker nannte sie „The Mama of Dada“, eine Bezeichnung, die lange zitiert wurde.
Am 6. Mai des Jahres veröffentlichte das New York Times Magazine Gertrude Steins paradoxe Äußerung, „Hitler solle den Friedensnobelpreis bekommen, da er mit Juden, Demokraten und Linken alle aus Deutschland entferne, die für Aktivität, Kampf und Wettbewerb stehen – was Frieden bedeute“. Ulla E. Dydo wertete die Aussage als „eindeutig ironisch“, sie sei allerdings oft missinterpretiert worden.

#### Vortragsreise durch die USA

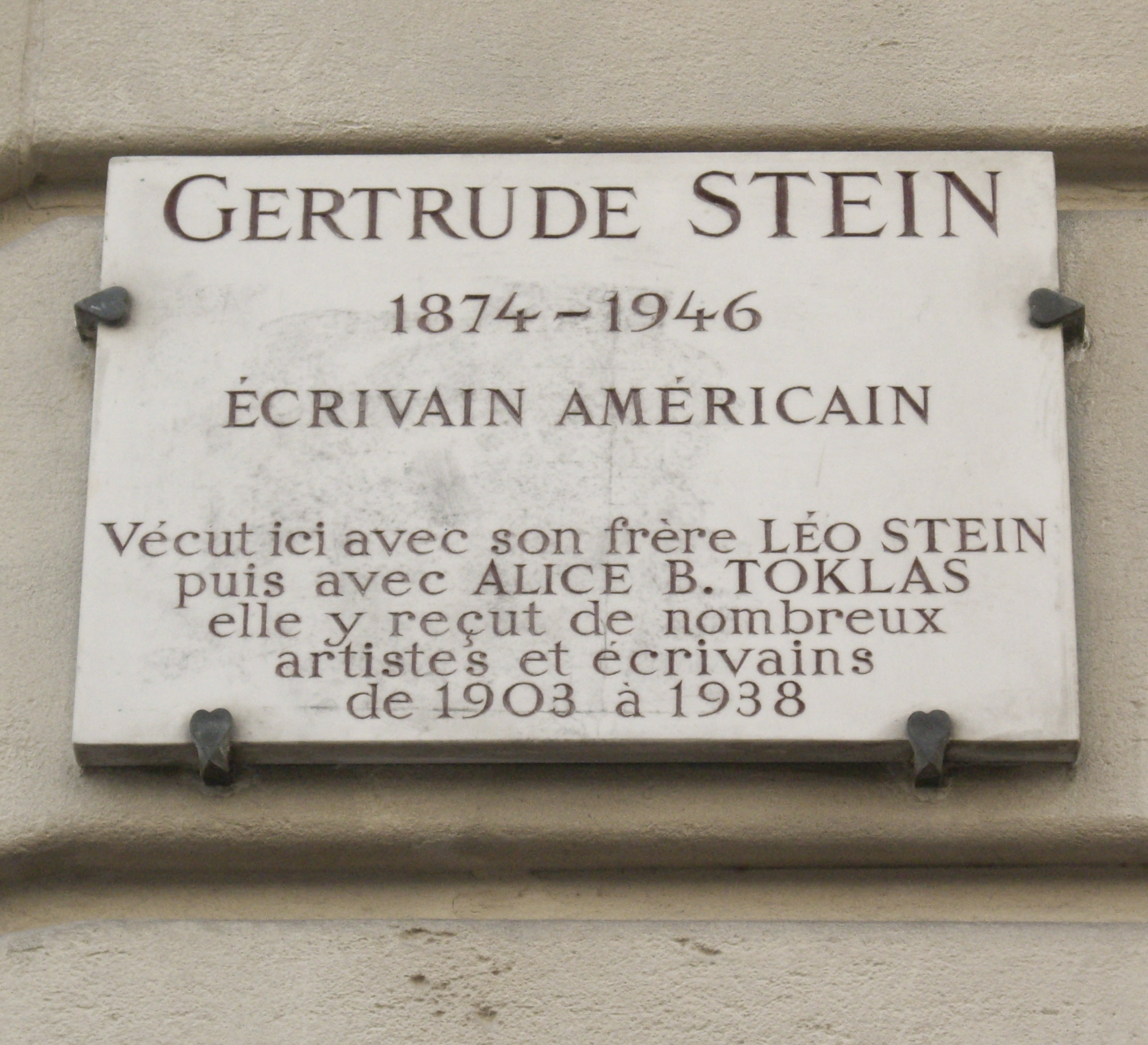
Plakette am Haus in der Rue de Fleurus 27, wo Gertrude Stein bis 1938 lebte

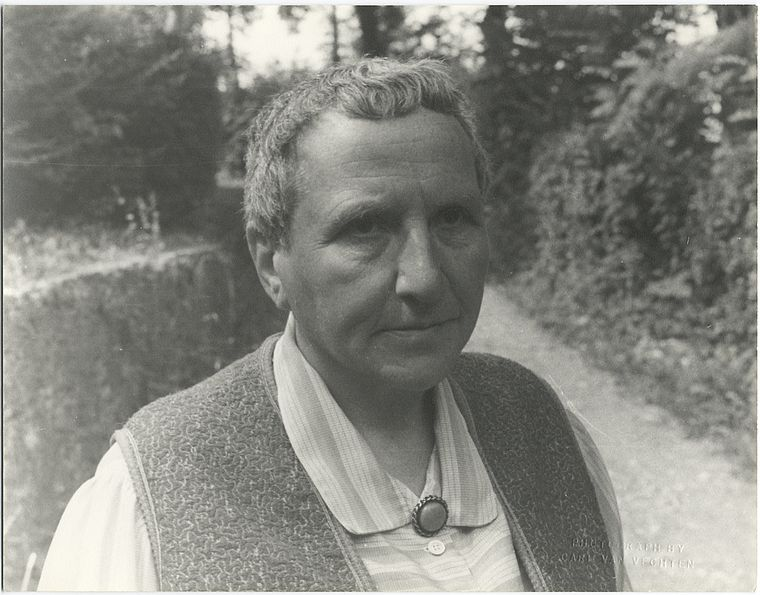
Gertrude Stein, 1934, Fotografie von Carl Van Vechten

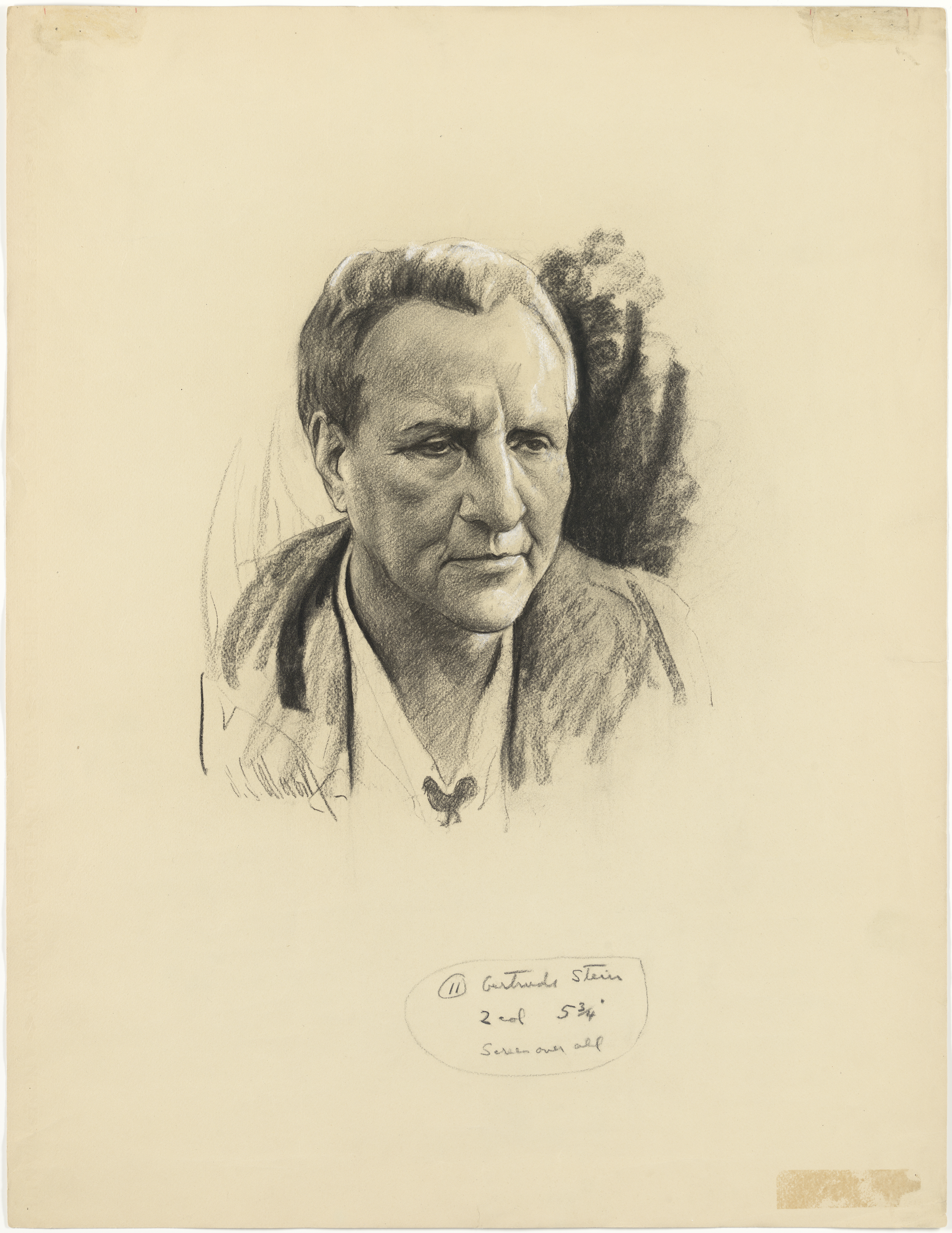
Samuel Johnson Woolf: Porträt Gertrude Stein, 1934

Ab Oktober 1934 unternahmen Gertrude Stein und Alice B. Toklas eine lange, bis zum Mai 1935 dauernde erfolgreiche Vortragsreise durch die USA. Ihr Schiff, die Champlain, legte am 17. Oktober im New Yorker Hafen an. Auf die Frage eines Journalisten: „Warum sprechen Sie nicht wie Sie schreiben?“, antwortete sie locker: „Warum lesen Sie nicht wie ich schreibe?“ Sie blieben einen Monat in New York und flogen quer durch Amerika, von der Ost- zur Westküste. Stein sprach in Universitäten und privaten Clubs beispielsweise über moderne Literatur, ihre Beziehung zur modernen Kunst und die Unterschiede zwischen Amerika und Großbritannien. Das Paar mietete ein Auto in Los Angeles, besuchte Sehenswürdigkeiten und fuhr unter anderem nach Oakland, wo Stein aufgewachsen war. Auf ihren Reisen trafen sie beispielsweise Charlie Chaplin, George Gershwin, Alfred Stieglitz und Thornton Wilder, und sie wurden von der Frau des Präsidenten Roosevelt, Eleanor Roosevelt, im Weißen Haus zum Tee empfangen.
1937 erschien bei Random House in New York die Fortsetzung ihrer Autobiography of Alice B. Toklas unter dem Titel Everybody’s Autobiography, in der sie vom Erfolg des Vorgängerbandes berichtet und von ihrer ausgedehnten Amerikareise.
Im Jahr 1938 zogen Stein und Toklas in die Rue Christine 5 um, weil der Mietvertrag für ihre Wohnung in der Rue de Fleurus 27 gekündigt worden war.

### Zweiter Weltkrieg, die letzten Jahre

#### Aufenthalt in Billignin und Culoz

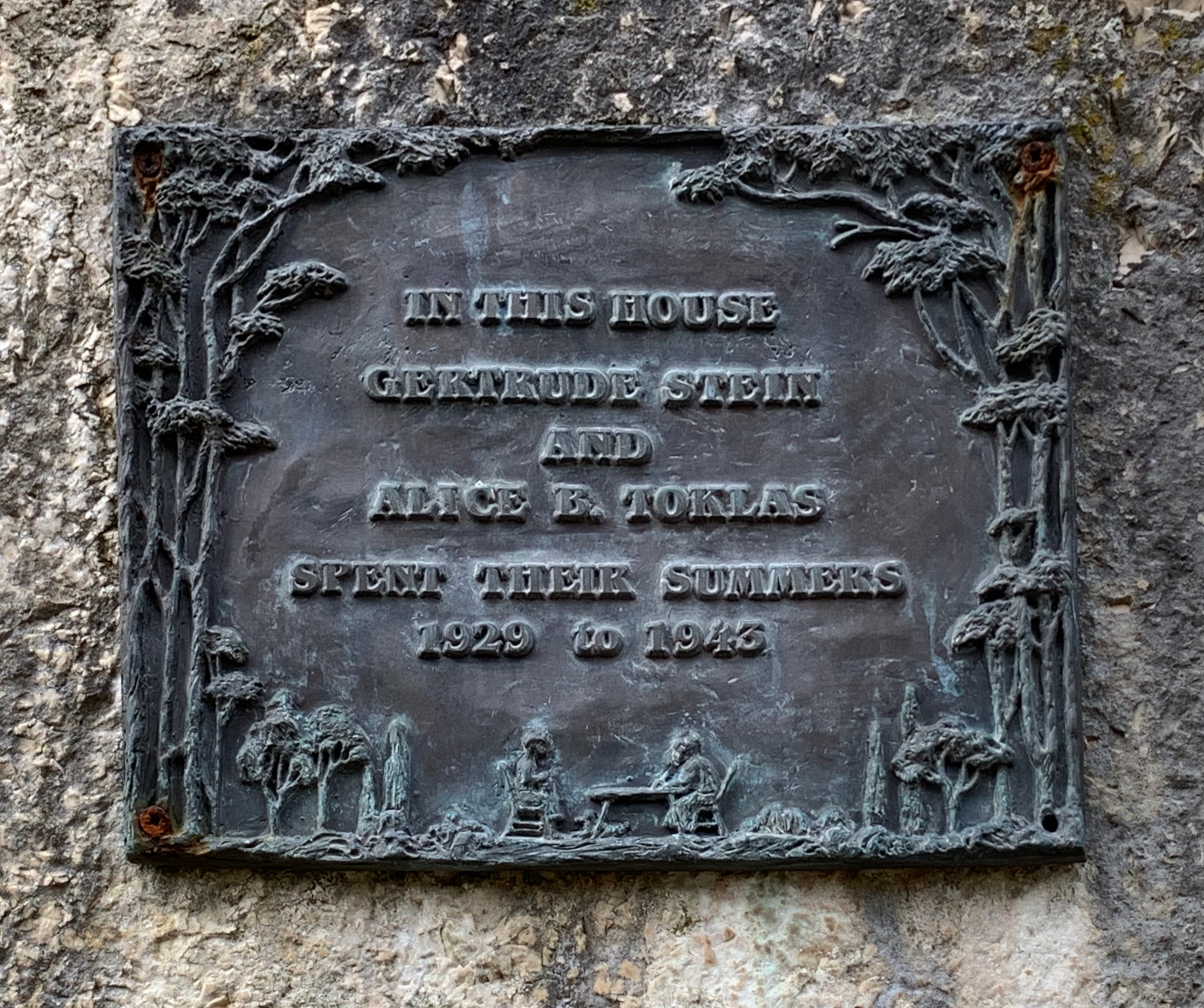
Plakette am Haus in Billignin

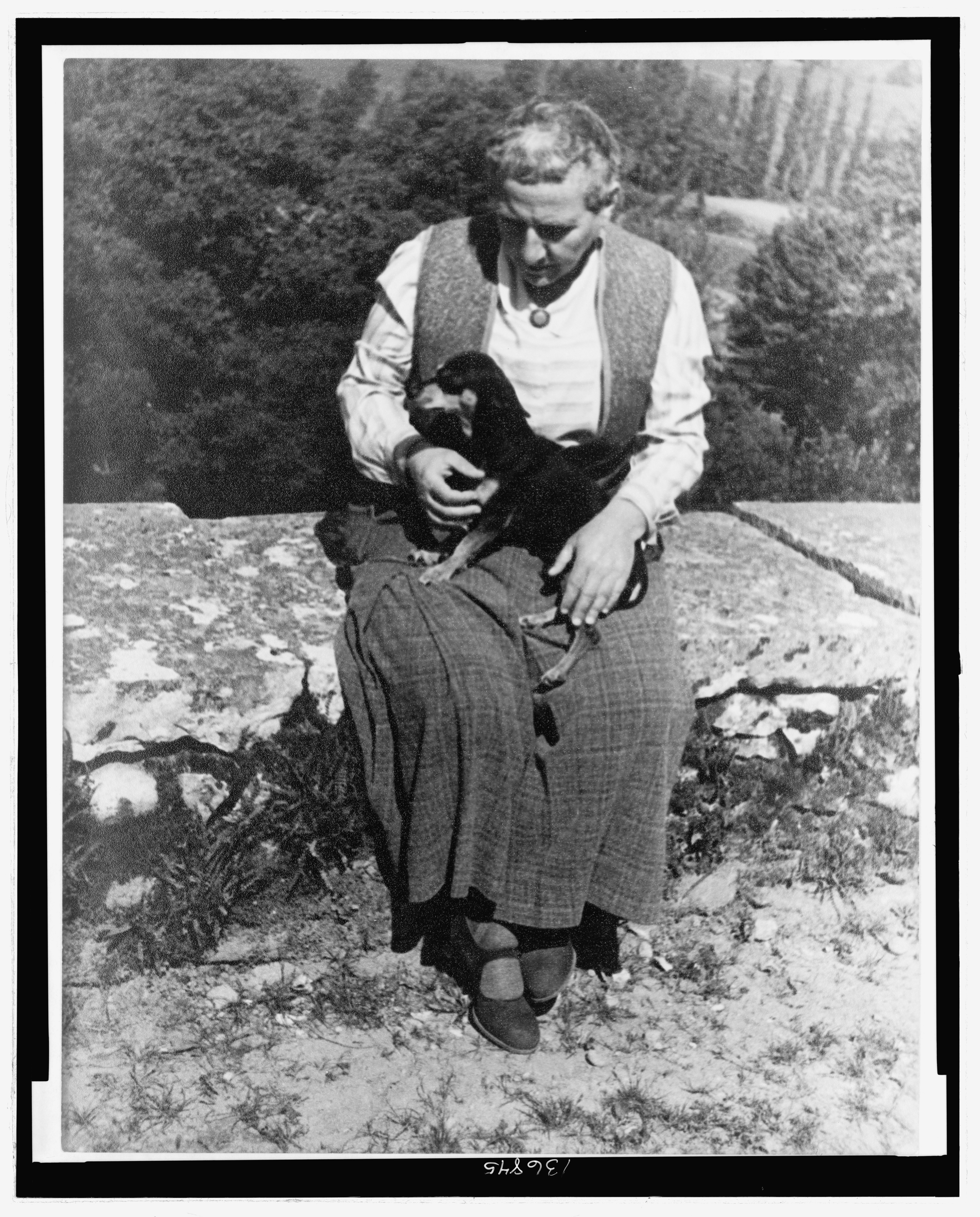
Gertrude Stein mit Hund Pepe in Billignin

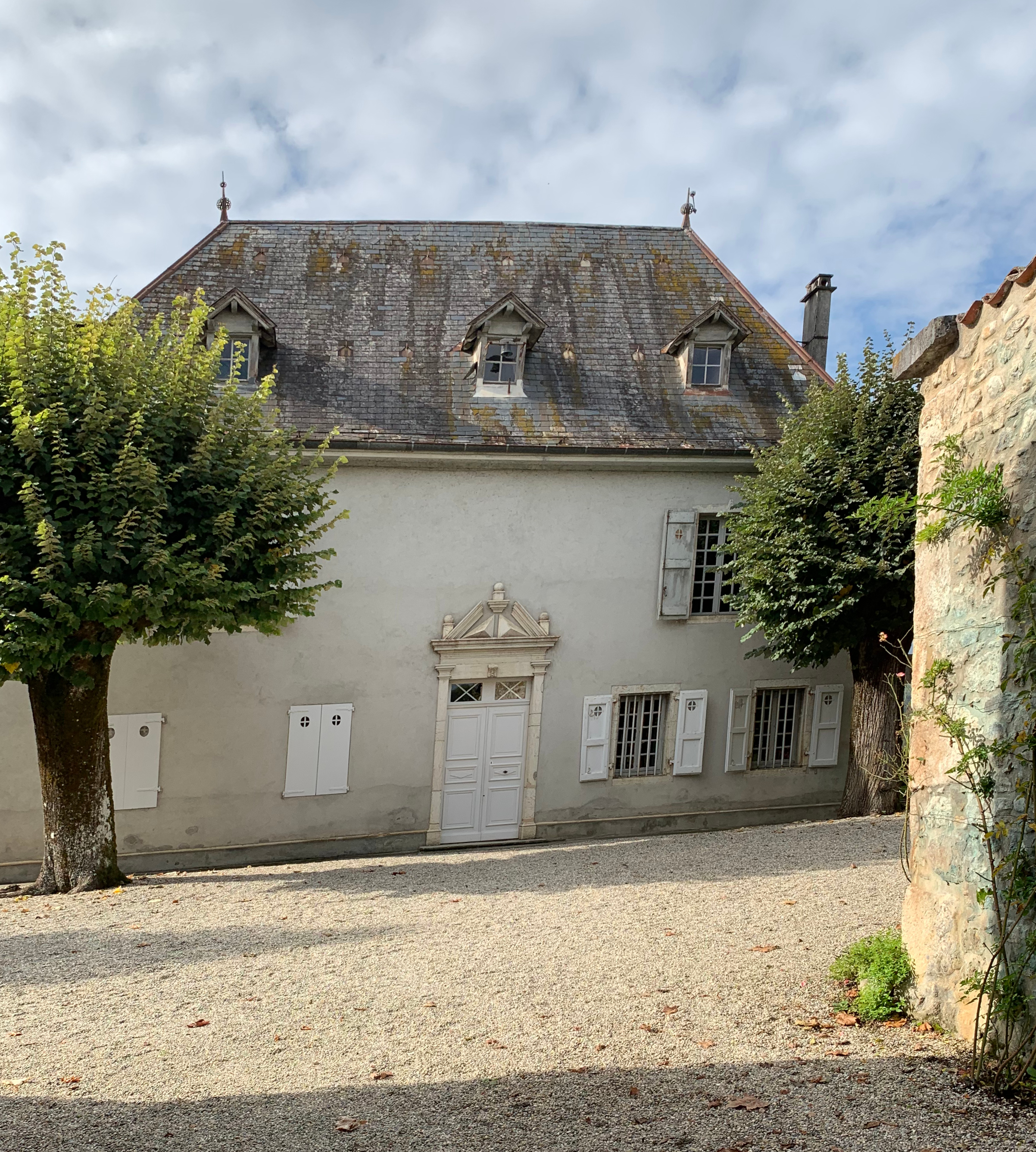
Das Haus in Billignin (2019)

Der Ausbruch des Zweiten Weltkriegs überraschte Stein und Toklas in ihrem Ferienhaus in Billignin (gelegentlich auch Bilignin geschrieben), bei Belley im Département Ain, in dem sie schon seit dem Jahr 1929 ihre Ferien verbracht hatten. Mit eigens für die Rückkehr nach Paris ausgestellten Pässen kehrten sie für zwei Tage in die Hauptstadt zurück und packten Winterkleidung ein. Das Vorhaben, die wertvollen Bilder von den Wänden abzunehmen, um sie vor der Erschütterung durch Bomben zu bewahren, mussten sie aufgeben, da auf dem Boden zu wenig Platz war. Steins mangelnder Realitätssinn hinsichtlich des Krieges zeigte sich darin, dass sie 1941 Marschall Pétains Reden Paroles aux Français übersetzte und ein Vorwort schrieb, in dem sie ihn als mutigen Politiker bezeichnete, der Frankreich retten wolle und der zu Unrecht von den USA in schlechtem Licht gesehen werde. Zu einer Veröffentlichung kam es jedoch nicht. Im folgenden Jahr ließ ihre Begeisterung nach. Möglicherweise hing es mit der Deportation von etwa 13.000 französischen Juden im Sommer 1942 zusammen, und dem dringenden Rat an Stein und Toklas, sie mögen doch das Land verlassen, um einem ähnlichen Schicksal zu entgehen. Stein erwähnte nie, was ihre jüdische Abstammung für sie und Toklas in jenen Jahren bedeutet hatte, und äußerte sich ebenfalls nicht über die Zwangslage des europäischen Judentums. Als Stein und Toklas 1943 die Kündigung des Hauses in Billignin erhielten, zogen sie nach Culoz in das Haus Le Colombier, da sie eine Rückkehr in die USA verwarfen. Als sie sich im Rathaus von Culoz zur Registrierung meldeten, lehnte Justin Hey, der Bürgermeister, das mit der Begründung ab, sie seien zu alt, um die Strapazen von Konzentrationslagern zu ertragen.

#### Protektion durch Bernard Faÿ
Trotz seiner jüdischen Herkunft pflegte das Paar während der Besetzung Frankreichs im Zweiten Weltkrieg gute Beziehungen zum Vichy-Regime und überstand so die deutsche Besatzungszeit weitgehend unbehelligt. Das war unter anderem Bernard Faÿ zu verdanken, Steins langjährigem Freund, der mehrere ihrer Texte, darunter The Autobiography of Alice B. Toklas ins Französische übersetzt hatte und Herausgeber des antisemitischen, von den Deutschen bezahlten Journals La Gerbe war. Er war auch Direktor der Nationalbibliothek in Paris, galt als Intimus der Vichy-Regierung und hatte Beziehungen zur Pariser Gestapo. Nahezu tausend Freimaurer sind auf seine Veranlassung hin verhaftet worden; daraufhin wurden 520 Personen in Konzentrationslager deportiert, 117 sind ums Leben gekommen.
In den letzten Tagen der Okkupation informierte Picasso Bernard Faÿ über die Besetzung von Steins Wohnung in der Rue Christine. Faÿ erreichte, dass die wertvollen Gemälde nicht fortgeschafft wurden, möglicherweise wurden die deutschen Bürokraten über ihren Wert getäuscht. Nach Kriegsende wurde Faÿ als Kollaborateur zu einer lebenslangen Haftstrafe verurteilt. Stein setzte sich in einem Brief für Faÿs Freilassung ein. Im Jahr 1951 konnte er – angeblich mit Toklas’ finanzieller Unterstützung – in die Schweiz fliehen. In seinen Memoiren, den 1966 erschienenen Les Précieux, berichtete er über seine Aktivitäten, dem Paar Stein/Toklas Schutz, Lebensmittelkarten und Heizmaterial zukommen gelassen zu haben. Weder Stein noch Toklas haben seine Protektion je schriftlich erwähnt, nur die Rettung der Gemälde bestätigte Stein in ihrem Brief an das Gericht. Ihre Biografen gehen jedoch davon aus, dass er die Wahrheit sagte.
Politisch galt Stein jedoch als Reaktionärin, und vermutlich meinte sie es nur ironisch, als sie sagte, Hitler sollte der Friedensnobelpreis verliehen werden; aber es wurde ihr nachgesagt, sie meine es allzu ernst mit ihrer Unterstützung der faschistischen Regierung in Spanien, und laut James Lord, der nicht unbedingt als zuverlässiger Zeuge gilt, war sie eine „echte Faschistin, was mehr ist ... sie hatte schon immer eine Schwäche für Franco.“

#### Heimkehr nach Paris
Als die ersten amerikanischen Soldaten am 1. September 1944 in Culoz eingetroffen waren, lud Stein sie zum Essen ein und debattierte mit ihnen. Im Dezember kehrte das Paar nach Paris zurück. Nachdem Stein ihr Buch Wars I Have Seen, ihre dritte Biografie, nach Tagebuchaufzeichnungen der Jahre 1943/1944 geschrieben hatte, folgte sie im Juni 1945 einer Einladung des Magazins Life und besuchte die amerikanischen Stützpunkte in Deutschland, Belgien und Österreich. Ein Jahr später schrieb sie Brewsie and Willie, das die Gespräche mit den Soldaten zum Thema hatte. Für Virgil Thomson verfasste Stein im selben Jahr erneut ein Libretto, The Mother of Us All, in dem sie das Leben der amerikanischen Feministin Susan B. Anthony thematisierte. Die Oper wurde postum 1947 an der Columbia University in New York uraufgeführt.
Unter Steins letzten Texten war das Vorwort für den Katalog einer Ausstellung des spanischen Malers Francisco Riba-Rovira (1913–2002) im Mai 1945 in der Galerie Roquépine in Paris. Sie beschrieb darin ihre Sicht der Kunst von Picasso, Cézanne, Matisse, Juan Gris und Riba-Rovira. Stein kaufte Werke des Künstlers, der sie auch porträtierte.

#### Tod im Juli 1946

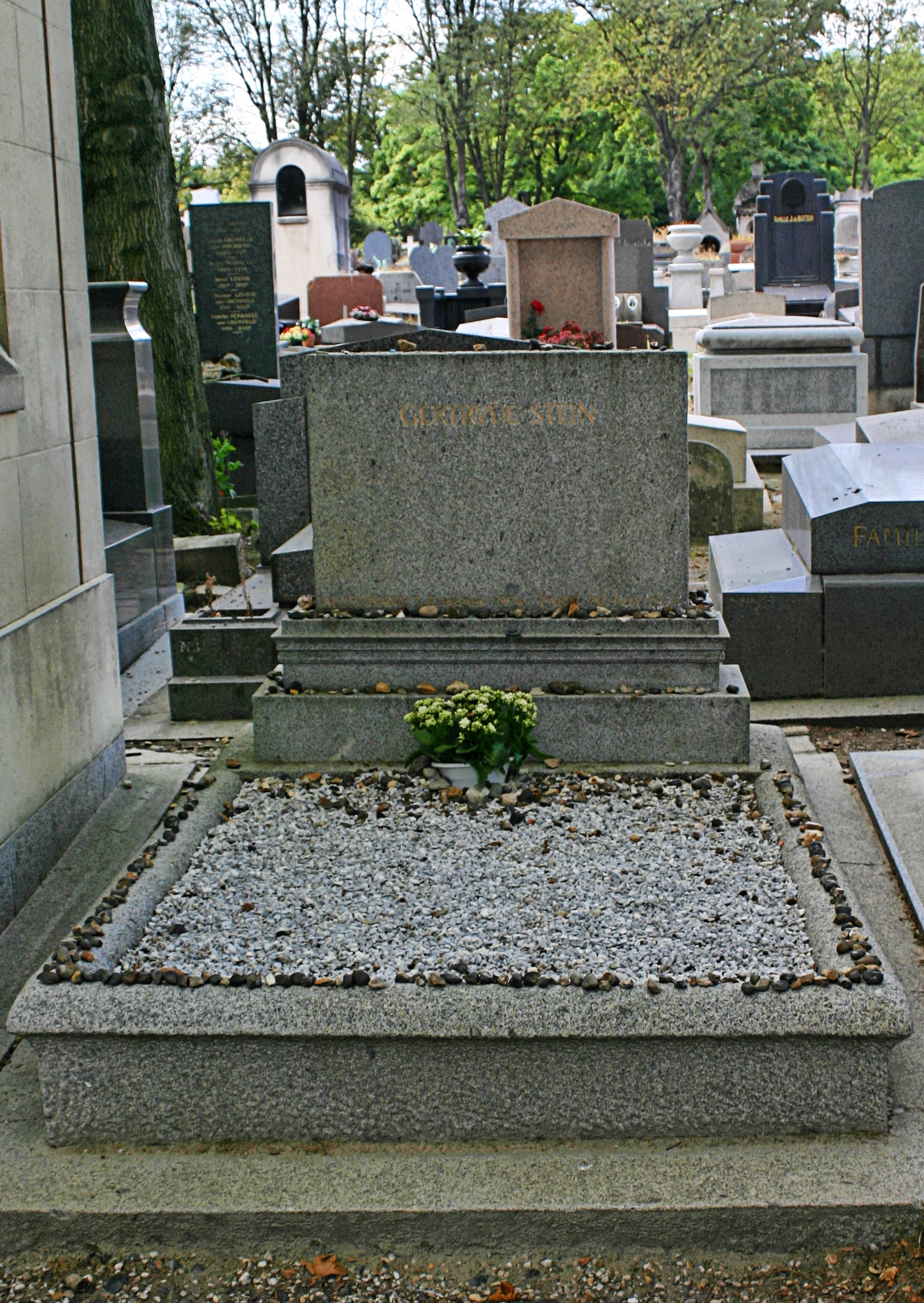
Steins Grabstein auf dem Cimetière du Père-Lachaise

Gertrude Stein starb am 27. Juli 1946 in Neuilly-sur-Seine im Amerikanischen Krankenhaus an Magenkrebs, ihr Grab befindet sich auf dem Cimetière du Père-Lachaise. Viele Freunde und ihr Bruder Leo Stein erfuhren erst aus der Zeitung von ihrem Tod. In den Nachrufen französischer und amerikanischer Zeitungen wurde sie als öffentliche Persönlichkeit erwähnt, und ihre literarischen Experimente wurden geschildert und diskutiert. Alice B. Toklas, die als Erbin und zusammen mit Allan Stein (Michael Steins Sohn) als Nachlassverwalterin eingesetzt worden war, kümmerte sich um ihren literarischen Nachlass und sah ihre Hauptaufgabe darin, alle noch unveröffentlichten Manuskripte drucken zu lassen.
Um weitere Veröffentlichungen Steins war auftragsgemäß ebenfalls Steins Freund, der Fotograf Carl Van Vechten, bemüht. Es erschienen noch mehrere Bände nachgelassener Schriften und ein „Reader“, eine repräsentative Auswahl ihrer Werke. Toklas starb am 7. März 1967 und wurde wunschgemäß im Grab von Gertrude Stein beigesetzt. Ihr Name steht auf der Rückseite des Grabsteins.

## Werk

### entityundidentity
“I am writing for myself and strangers. This is the only way that I can do it.”

„Ich schreibe für mich und für Fremde. Nur auf diese Weise kann ich es machen.“

Das literarische Anliegen von Gertrude Stein umfasst Werke, die nach ihren Worten entweder zu ihrer Gruppe der entity oder identity gehören. Die Werke der entity waren für sie selbst geschrieben, nach eigener Meinung ästhetische Kopfgeburten, verfasst ohne Rücksicht auf das Lesepublikum, wie beispielsweise Three Lives und The Making of Americans. Zur identity gehörende Werke wie die Autobiography of Alice B. Toklas oder Picasso aus dem Jahr 1938 wollten verständlich mitteilen und Erfolg bei den Lesern erzielen, wobei die Übergänge in Texten durchaus fließend sein können. Vornehmlich die Werke ihres entity-Stils beeinflussten und prägten eine ganze Generation amerikanischer Schriftsteller, darunter William Faulkner, Ernest Hemingway, Thornton Wilder und Tennessee Williams.

### Frühwerk

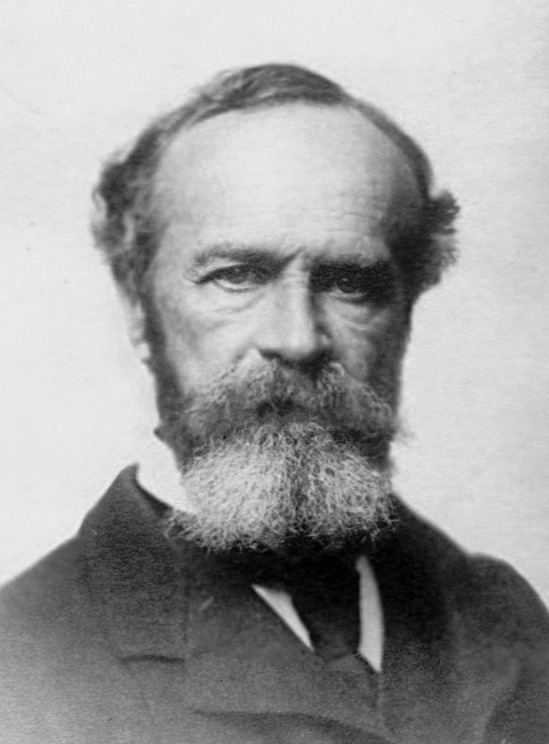
William James, 1906

Gertrude Steins Entwicklung als Schriftstellerin begann 1895 in ihren Collegeaufsätzen; sie waren bereits geprägt von der Theorie des Bewusstseinsstroms ihres Psychologieprofessors William James. Ihr erstes Werk war Q.E.D. (Quod erat demonstrandum – Was zu beweisen war) aus dem Jahr 1903; es wurde unter ihren unveröffentlichten Manuskripten gefunden und 1950 unter dem Titel Things As They Are erstveröffentlicht. Thematisch behandelt es ihre Erfahrungen am Radcliffe College und die Liebesbeziehung zu May Bookstaver.
Das erste – von Flaubert inspirierte – veröffentlichte Buch, das Stein 1909 auf eigene Kosten drucken ließ, war Three Lives (Drei Leben), es enthält die Erzählungen Die gute Anna, Melanctha und Die sanfte Lena. Während sich in Anna und Lena die Haushälterin Lena Lebender aus dem gemeinsamen Haushalt mit Leo Stein in Baltimore spiegelt, erzählt Melanctha von der Suche einer jungen schwarzen Frau nach sich selbst. Die als naturalistisch bezeichnete Liebesgeschichte ist die erste Schilderung eines weißen US-amerikanischen Autors, die ausschließlich innerhalb einer schwarzen, in Armut lebenden Gemeinschaft spielt. Beide Frühwerke sind vom Stil James’ geprägt. Festgemacht an Three Lives betrachtete der Literaturkritiker Edmund Wilson die Ausgestaltung ihrer Frauenfiguren: „Es ist bemerkenswert, wie sich die Autorin mit ihren Charakteren identifiziert. In einem Stil, der offenbar keinem anderen Romancier etwas zu schulden scheint, fängt sie Rhythmen und Akzente der Heldinnen ein. […] Miss Stein interessiert sich bei ihren Figuren nicht für den Gesichtspunkt der sozialen Umstände, sondern für das, was man als ‚repräsentativ‘ für grundlegende Frauentypen bezeichnen könnte. […] Hinter der klaren und etwas monotonen Einfachheit von Gertrude Steins Sätzen wird man sich ihres meisterlichen Verständnisses der Organismen, die widersprüchlich und unauflösbar wie menschliche Individuen sind, bewusst“.
Zwischen 1903 und 1911 verfasste sie den etwa tausendseitigen Roman The Making of Americans Being The History of a Family’s Progress (The Making of Americans. Geschichte vom Werdegang einer Familie), der erst spät nach einem Vorabdruck 1924 im nächsten Jahr im Verlag Contact Editions, Paris, veröffentlicht wurde. Der Untertitel verspricht einen Familienroman; tatsächlich werden die individuellen Lebensläufe der Familie Hersland mit der nationalen Historie verknüpft, eine Familiengeschichte wird zur Geschichte der Nation. Die auffallendste stilistische Besonderheit ist der extensive Gebrauch des present participle sowohl für die Verlaufsform wie das Gerundium. Der Roman enthält wenige Dialoge, ist durchgehend episch und nicht dramatisch konzipiert und schildert statische psychologische Charaktere. Die Syntax ist häufig parataktisch. Der Text wechselt zwischen historischem Erzählen im simple past und ausgedehnten, stark mit Wiederholung arbeitenden allgemeingültigen Betrachtungen im simple oder continuous present. Er setzt monologartiges Erzählen an die Stelle der traditionellen Erzählform, geht aber nicht über in einen stream of consciousness wie der innere Monolog am Ende des Ulysses von James Joyce. Die Charaktere ihrer Protagonisten klassifizierte die Autorin seit 1906 nach dem Modell von Geschlecht und Charakter des von ihr hochgeschätzten Otto Weininger.
Tender Buttons („Zarte Knöpfe“ oder „Zarte Knospen“) brachte einen Stilwechsel. Es erschien 1914 im Verlag Claire Marie, New York. Das Werk enthält drei gleich lange Prosastücke: Objects, Food und Rooms. Die Texte handeln von alltäglichen Dingen, Lebensmitteln, Räumen und Landschaften, sie sind eine experimentelle Mischung aus Essay, Beschreibung und freier Assoziation und markieren Steins Themenwechsel vom Menschen zu Dingen. Wie in der bildenden Kunst fand ein Übergang zum Nicht-Figurativen statt. Trotz seiner Abstraktheit verschließt das Werk sich jedoch auch autobiografischer Deutung nicht völlig; insbesondere die Liebesbeziehung zu Alice B. Toklas und die Differenzen mit Leo dürften ihre Spuren darin hinterlassen haben.

### Spätere Werke
Steins bekanntester Satz „Rose is a rose is a rose is a rose“, eine Tautologie, geschrieben 1913 als Teil des Gedichts Sacred Emily, erschien in dem 1922 veröffentlichten Buch Geography and Plays. Stein variierte später den Satz in anderen Werken, so zum Beispiel schrieb sie 1935 „A rose is a rose is a rose is a rose“ in Lectures in America. Er wird oft interpretiert als „Dinge sind, was sie sind“. Für Stein drückte der Satz aus, dass der Name einer Sache deren Bild und die damit verbundenen Gefühle verkörpert. Mit dieser Deutung knüpft Stein nahtlos an den Universalienstreit an, in dem „der Name der Rose“ von Petrus Abaelardus und anderen als Beispiel für die Verknüpfung von Begriff und Objekt verwendet wurde. Später wurde die ersterwähnte „Rose“ auch mit dem Namen des von ihr geförderten Malers Sir Francis Cyril Rose (1909–1979) in Verbindung gebracht.

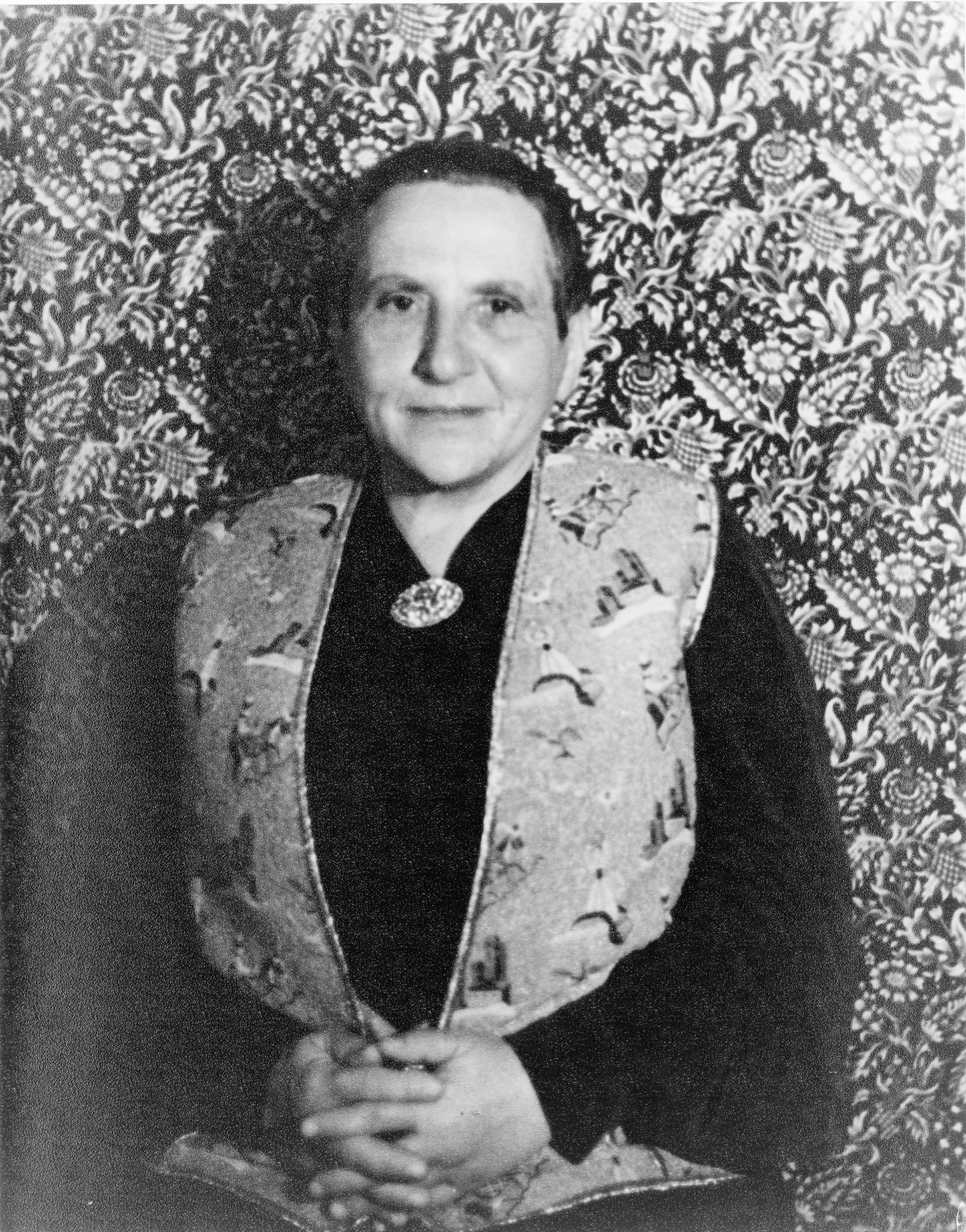
Gertrude Stein, 1934, Fotografie von Carl Van Vechten

Im September 1933 erschien Steins bekanntestes Werk, The Autobiography of Alice B. Toklas (Autobiographie von Alice B. Toklas) in New York. Nach zwanzig Jahren des Schreibens waren die vereinfachte Syntax, Wiederholungen, das present participle sowie sprachliche Assoziationen verschwunden. Stein wählte eine Sprache, die sich am gesprochenen Englisch orientiert. Alice B. Toklas ist darin die Erzählerin, die über Steins Leben berichtet. Das Buch enthält keine Gattungsbezeichnung und förderte damit das Verwirrspiel um die Identität der Personen. Es endet mit der Auskunft, dass Gertrude Stein die Verfasserin sei. Dichtung und Wahrheit vermischen sich; anhand einiger realer Ereignisse rekonstruiert Stein ihr bisheriges Leben: Das abgebrochene Studium in Baltimore wird zur Anekdote, das Leben mit Leo in Paris, als sie in dessen Schatten stand, wird als intellektuelles Erwachen beschrieben, und das erfolglose Schreiben stilisiert sie zur künstlerischen Leidenschaft.
So schuf Gertrude Stein ihre eigene Legende, die so überzeugend war, dass – auch aufgrund der sprachlichen Verständlichkeit – die Autobiographie in den USA zu einem großen Erfolg wurde. Und Stein gelang es, durch die Stimme von Alice B. Toklas sich selbst zu rühmen. Diese führte gleich im ersten Kapitel aus: „Ich kann sagen, daß ich nur dreimal in meinem Leben einem Genie begegnet bin […] Die drei Genies, über die ich sprechen möchte sind Gertrude Stein, Pablo Picasso und Alfred Whitehead“, wofür sie in einem zeitgenössischen Bericht der Presseagentur Associated Press verspottet wurde: „Gertrude Stein gehört zu den Lieblingsautorinnen von Gertrude Stein.“ Das Werk veranlasste den Psychologen B. F. Skinner zu dem im Januar 1934 im Atlantic Monthly veröffentlichten Essay, Has Gertrude Stein a Secret?, in dem er den in diesem Buch angewandten Schreibstil mit ihren philosophischen Studien über Automatisches Schreiben in Harvard verband. Im Februar 1935 erschien als Antwort auf Steins Memoiren in Eugene Jolas’ literarischem Magazin transition ein Beitrag mit dem Titel The Testimony against Gertrude Stein, in dem ihre früheren Freunde Georges Braque, Eugene und Marie Jolas, Henri Matisse, André Salmon sowie Tristan Tzara sie unwahrer Darstellung und des Größenwahns bezichtigten. Leo Stein reagierte empört in einem Brief an Mabel Weeks: “My God, what a liar she is!” (deutsch: „Mein Gott, was ist sie für eine Lügnerin!“)
Nach der Amerikareise 1934/35 verarbeitete Stein ihre Erlebnisse in den USA in ihrer zweiten Autobiografie aus dem Jahr 1937, Everybody’s Autobiography (Jedermanns Autobiografie), die jedoch an den Erfolg des ersten Werks nicht anknüpfen konnte.
1938 erschien ein Essay über Picasso, und im folgenden Jahr wurde das Kinderbuch The World is Round (Die Welt ist rund) von einem der ersten Kinderbuchverlage, Young Scott Books, New York, veröffentlicht. The World Is Round erzählt die Geschichte des Mädchens Rose, das herauszufinden versucht, ob die Welt rund ist. Das Mädchen ritzt rund um einen Baum seinen Namen Rose ein. Der Schriftzug greift wiederum Steins bekanntesten Satz „Rose ist eine Rose ist eine Rose ist eine Rose“ auf. In Paris France (Paris Frankreich), im selben Jahr veröffentlicht, wendet sich Stein ihrer Wahlheimat zu und vergleicht diese mit ihrem Herkunftsland.
Die Tagebucheintragungen der Kriegsjahre 1943 und 1944 verarbeitete Stein in dem 1945 veröffentlichten Wars I Have Seen (Kriege, die ich gesehen habe). Die amerikanischen Soldaten werden darin zu Helden stilisiert; in der Erzählung Brewsie und Willie dagegen erscheinen sie als infantile Angeber. Diese Erzählung ist nach Gesprächen mit Soldaten entstanden, erstmals werden darin amerikanischer Slang und verschiedene Dialekte übernommen.

### Bühnenwerke

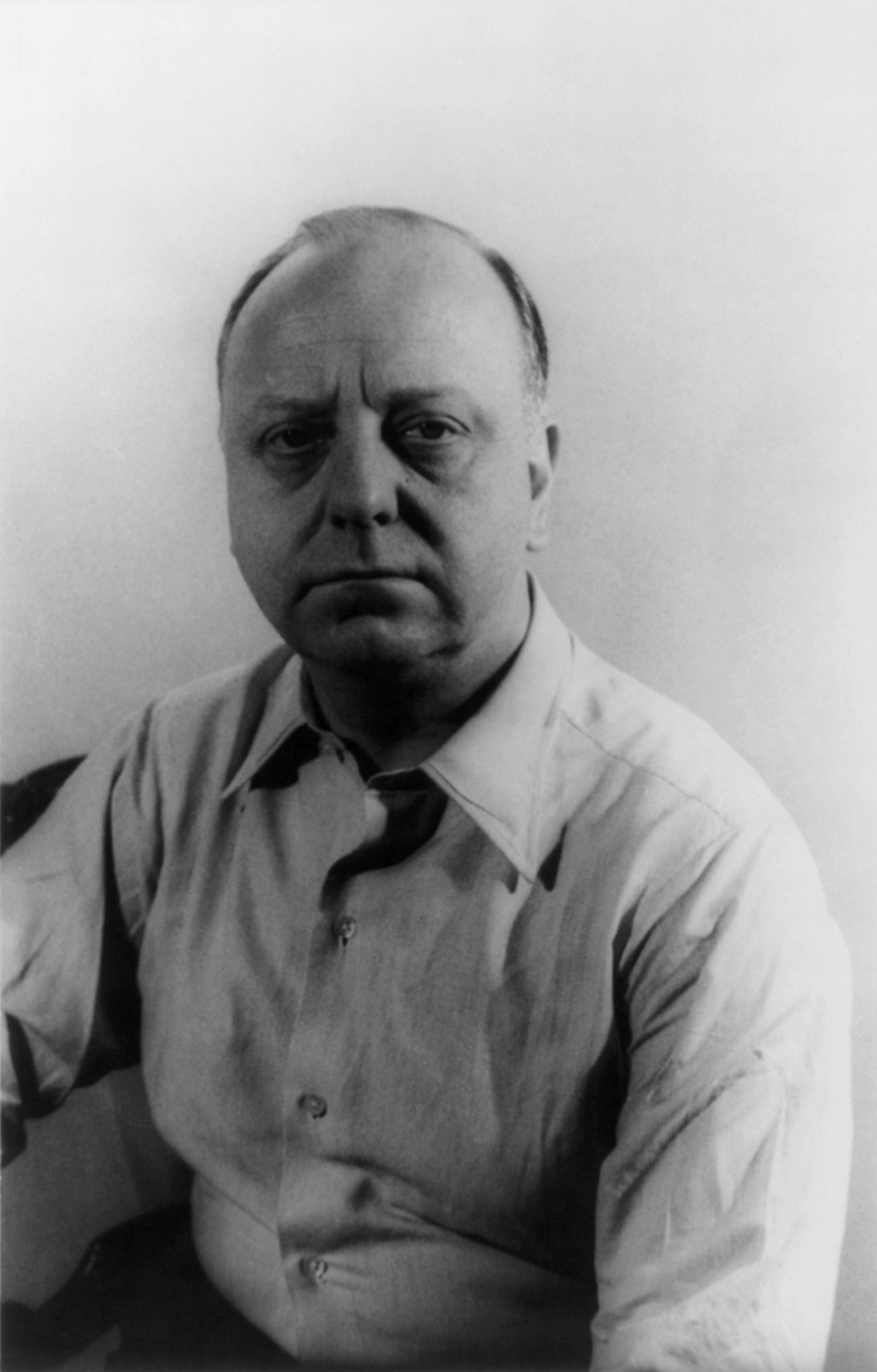
Virgil Thomson, Fotografie von Carl Van Vechten, 1947

Außer Romanen, Novellen, Essays, Textporträts und Gedichten schrieb Gertrude Stein Libretti und Theaterstücke. 1928 veröffentlichte Daniel-Henry Kahnweiler Steins A Village. Are You Ready Yet, Not Yet. A Play in Four Acts (geschrieben 1923) mit Illustrationen von Elie Lasceaux. Im Jahr 1938 entstand das Libretto Dr. Faustus Lights the Lights, dem die Faustlegende nach Charles Gounods Oper zugrunde liegt.
Virgil Thomson vertonte die Oper (Libretto von Stein 1927/28 verfasst) Four Saints in Three Acts (Vier Heilige in drei Akten), die 1934 ein großer Broadwayerfolg wurde. Protagonisten unter insgesamt 20 Heiligen sind Ignatius von Loyola und Teresa von Ávila. Charakteristische Stationen aus dem Leben von Heiligenfiguren formen sich zu einem Libretto mit surrealistischem Einschlag. Am Broadway wurde die Oper in den 1980er Jahren sechzigmal gespielt.
Nach Steins Text They Must. Be Wedded. To Their Wife. entstand das Ballett A Wedding Bouquet, choreografiert von Frederick Ashton, das am 4. April 1937 im Londoner Sadler’s Wells Premiere hatte. Die Stars der Aufführung waren Margot Fonteyn und Robert Helpmann.
The Mother of Us All, ebenfalls von Thomson vertont nach dem 1946 kurz vor Steins Tod entstandenen Text, hatte im Mai 1947 Premiere in der Columbia University, New York. Die Oper behandelt das Leben der amerikanischen Suffragette Susan B. Anthony Im Jahr 1972 fand die Uraufführung der Bühnenadaption des Romans The Making of Americans von Leon Katz am Judson Poets Theatre in New York statt.

### Literarische Porträts
Gertrude Steins Werk Ada von 1910, das Alice B. Toklas beschrieb, war das erste der literarischen Porträts, die sie über viele Freunde und Bekannte bis zu ihrem Lebensende verfasste. Unter ihnen waren beispielsweise Mabel Dodge Luhan, Raoul Dufy, Marcel Duchamp, Isadora Duncan, Francis Picabia, Ernest Hemingway, Henri Matisse, Pablo Picasso, Man Ray und Edith Sitwell. Die Porträts lehnten sich in ihrer zum Teil verfremdeten Form an die kubistischen Werke ihrer Künstlerfreunde an, besonders Picasso inspirierte sie.

### Nachlass
Ein großer Teil von Steins und Toklas’ literarischem Nachlass befindet sich in der Beinecke Rare Book and Manuscript Library der Yale University in New Haven (Connecticut) Er enthält außer Manuskripten, Briefen, Fotografien und persönlichen Papieren Objekte, die Leben und Werk des Paares bis zum Jahr 1946, Steins Todesjahr, dokumentieren. Der Erwerb des Archivmaterials kam durch die Freundschaft Steins mit Carl Van Vechten und Thornton Wilder zustande, die beide gute Beziehungen zur Yale University hatten und Stein zu Materialspenden an die Yale Collection of American Literature ermutigten.

## Bedeutung

### Stein als Literatin
Gertrude Stein gehörte mit ihrer extrovertierten Art zu den Kultfiguren der Kunst- und Literaturszene ihrer Zeit. Mit ihren Schriften zählt sie zur Avantgarde des 20. Jahrhunderts. Durch einen von ständigen Wortwiederholungen (Tautologie) geprägten Stil wollte sie nach eigenem Bekunden den Kubismus der abstrakten Malerei in die Literatur übersetzen. Kritiker warfen ihr vor, sie habe sich allein der Mühe entziehen wollen, ihre Texte gründlich zu überarbeiten und dies im Nachhinein literarisch zu überhöhen versucht.
Gertrude Stein hat mit ihrem Stil Grenzen gesprengt. Sie war die erste moderne Schriftstellerin, die ohne Komma, Gedankenstrich, Semikolon und Doppelpunkt schrieb und häufig das continuous present als Erzähltempus einsetzte. Damit übernahm sie für ihr experimentelles Werk das, was ihr in der Malerei an Abstraktem gefiel. Wort für Wort reihte sie so ihre Gedanken aneinander. Sie überließ es den Lesern, sich von ihren Wortketten einnehmen zu lassen. Und sie war sich ihrer Bedeutung sicher: „Denken Sie an die Bibel und Homer denken Sie an Shakespeare und denken Sie an mich.“
Nach eigener Einschätzung gehörte Steins Roman The Making of Americans neben James Joyce’ Ulysses und Marcel Prousts À la recherche du temps perdu (Auf der Suche nach der verlorenen Zeit) zu den bedeutendsten Werken der literarischen Moderne. Kritiker und Leser teilten ihre Einschätzung nicht, das Werk blieb aufgrund seines Hermetismus weitgehend unbekannt. Der Literaturkritiker Edmund Wilson schrieb 1931 in Axel’s Castle: „Ich habe [The Making of Americans] nicht ganz gelesen, und ich weiß nicht, ob das überhaupt möglich ist. […] Bei Sätzen, die einen so gleichförmigen Rhythmus haben, so über die Maßen ausgewalzt sind, so viele Male wiederholt werden und so oft in Partizipien enden, gerät der Leser nur zu bald in die Lage, nicht mehr dem langsamen Fortgang des Geschehens zu folgen, sondern einfach einzuschlafen.“
Mehr Erfolg hatte die Autobiographie von Alice B. Toklas, die sich zu einem Longseller entwickelte, da sie in diesem Werk weitgehend auf ihren experimentellen Schreibstil verzichtete. Gertrude Stein ist durch ihren Einfluss auf die moderne Literatur bis in die Gegenwart bekannter als durch ihr Werk.

### Gertrude und Leo Stein als Kunstsammler

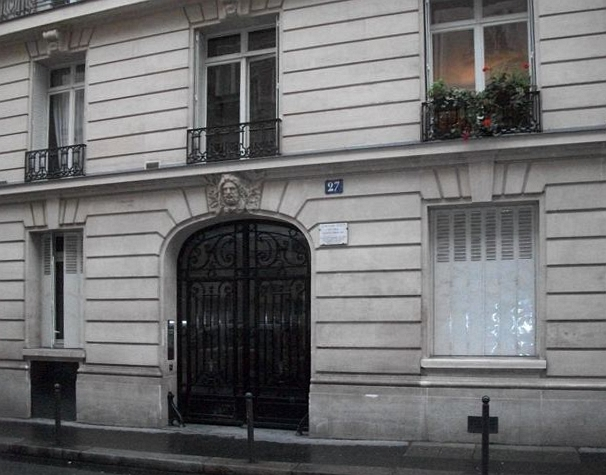
27, Rue de Fleurus, Foto aus dem Jahr 2011

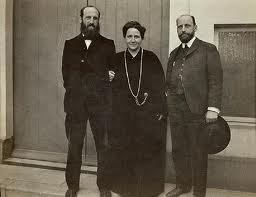
Leo, Gertrude und Michael Stein, um 1906

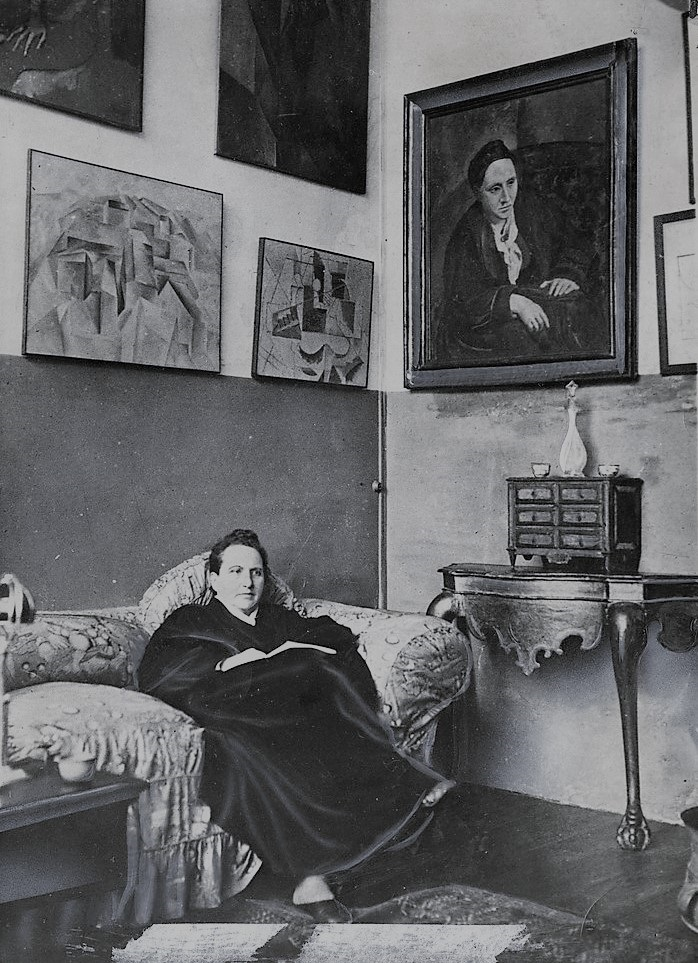
Gertrude Stein in ihrem Salon, umgeben von Gemälden, rechts ihr Porträt, gemalt von Picasso. Foto aus dem Jahr 1930

Die gemeinsame Bildersammlung von Leo und Gertrude Stein begann Ende 1904, als Michael Stein, der „Finanzberater“ der Familie, einen Überschuss der Geldanlagen von 8000 Francs ankündigte. Die Geschwister kauften nach Gertrudes Aussage häufig zwei Gemälde auf einmal, weil sich ihre Prioritäten selten deckten, was jedoch Leo Stein bestritt. Die Gemälde noch unbekannter moderner Maler in der Rue de Fleurus füllten die Wände bis zur Decke und wurden nach Ver- und Zukäufen ständig neu arrangiert. Leo Stein begann, vor Freunden und Künstlern über die moderne Kunst zu referieren. Er erinnerte sich: „Unsere Sammlung wurde mit der Zeit zu einer der Sehenswürdigkeiten von Paris“, betonte jedoch, sie sei „keine exemplarische Sammlung“. Es gab nicht nur Bewunderer dieses privaten Museums. So äußerte sich der britische Kunstkritiker Clive Bell: „Soweit ich dies feststellen konnte, hatte keiner der beiden ein echtes Gefühl für visuelle Kunst“. Er warf beiden nüchterne Intellektualität vor und resümierte, Leo habe die höhere Intelligenz und Gertrude den stärkeren Charakter. Gemälde seien für sie „nur Haken, an denen sie ihre Intelligenz aufhängen konnten“. Viele Künstler, die den Salon aufsuchten, hielten Leo und nicht Gertrude Stein für denjenigen, der ihr Werk am besten verstand. Gabrielle Picabia, die Frau von Francis Picabia, soll geäußert haben: „Gertrude hatte natürlich keine Ahnung von Malerei“, während der Kunsthändler Daniel-Henry Kahnweiler erklärte, Gertrudes Geschmack sei persönlich gewesen und aus dem Herzen gekommen, nicht aus dem Kopf.
Im Jahr 1913, nach dem Auszug Leo Steins aus der gemeinsamen Wohnung, erfolgte die Teilung der Kunstsammlung.
Im Gegensatz zu ihrem literarischen Erfolg verblasste Gertrude Steins Ruf als Kunstsammlerin in den 1930er-Jahren in künstlerischen Kreisen. Die Entwicklungen zeitgenössischer Kunst zum Dadaismus, Surrealismus und Futurismus hatte sie nicht mitvollzogen, sodass ihre Sammlung aus Werken der inzwischen überwundenen Klassischen Moderne bestand. In der Öffentlichkeit trat sie jedoch erstmals als Jurorin der Kunstausstellung anlässlich der Weltfachausstellung Paris 1937 im Petit Palais auf; ihrem Vorschlag entsprechend wurden zwei Gemälde von Francis Picabia aufgenommen.
Zum Zeitpunkt ihres Todes bestand Steins verbliebene Kollektion hauptsächlich aus Werken von Pablo Picasso und Juan Gris, da sie sehr viele Bilder verkauft hatte.

### Steins Verhältnis zum Feminismus
In den 1970er-Jahren ist Stein gelegentlich aufgrund ihres Lebens und Werks als eine Vorläuferin der feministischen Bewegung bezeichnet worden, und ihre biografischen Bücher wurden neu aufgelegt. Eine Sondernummer der Literaturzeitschrift Twentieth Century Literature im Jahr 1978 entfachte in akademischen Kreisen der USA eine Stein-Renaissance, die viele Aufsätze und Studien hervorgebracht hat.
Steins Verletzung der literarischen Normen – der experimentelle Gebrauch von Sprache und Form – haben feministisch gesinnte Kritiker als eine bewusste Ablehnung der patriarchalischen literarischen Tradition angesehen, und sie lobten Steins Behandlung der Geschlechterrollen in ihrem Werk.
Bettina L. Knapp sprach jedoch von Steins widersprüchlichem Verhältnis zum Feminismus, dessen Theorien sie nicht teilte. Offensichtlich sei aber ihr Zorn gegen die patriarchalische jüdisch-christliche Gesellschaft. Steins Essay Degeneration In American Women (Degeneration der amerikanischen Frauen), geschrieben 1901 oder 1902, der durch Brenda Wineapple analysiert wurde, machte ihr widersprüchliches Verhältnis zu den Rechten der Frauen klar. Entsprechend Stein sei „das einzige ernste Geschäft des Lebens, in dem [die Frau] nicht vom Mann völlig übertroffen werden könne, das des Kindbettes“, obgleich sie eine beschränkte Anzahl von Ausnahmen – sich selbst eingeschlossen – zuließ. Janice L. Doane machte auf die Diskrepanz zwischen Steins Essay von 1898, The Value Of A College Education For Women („Der Wert einer Hochschulbildung für Frauen“) und ihrem polemischen Roman Fernhurst aus dem Jahr 1904 (1971 postum veröffentlicht) aufmerksam. Stein weise im Roman zurück, was sie im Essay „von ganzem Herzen“ unterstützt habe. Gemäß Doane habe Stein auf wesentlichen Unterschieden zwischen Männern und Frauen bestanden, habe sich selbst aber in die schwierige Position einer Ausnahmerolle begeben; sie sei eine Frau, die als Mann spreche. Claudia Roth Pierpont stimmte zu und berichtete, dass Stein von einem Freund überzeugt worden war, den Essay über die Ausbildung von Frauen zu schreiben; für Stein selbst sei jedoch die Beschäftigung mit den Rechten von Frauen „die letzte Sache, für die sie sich interessiere.“

## Rezeption

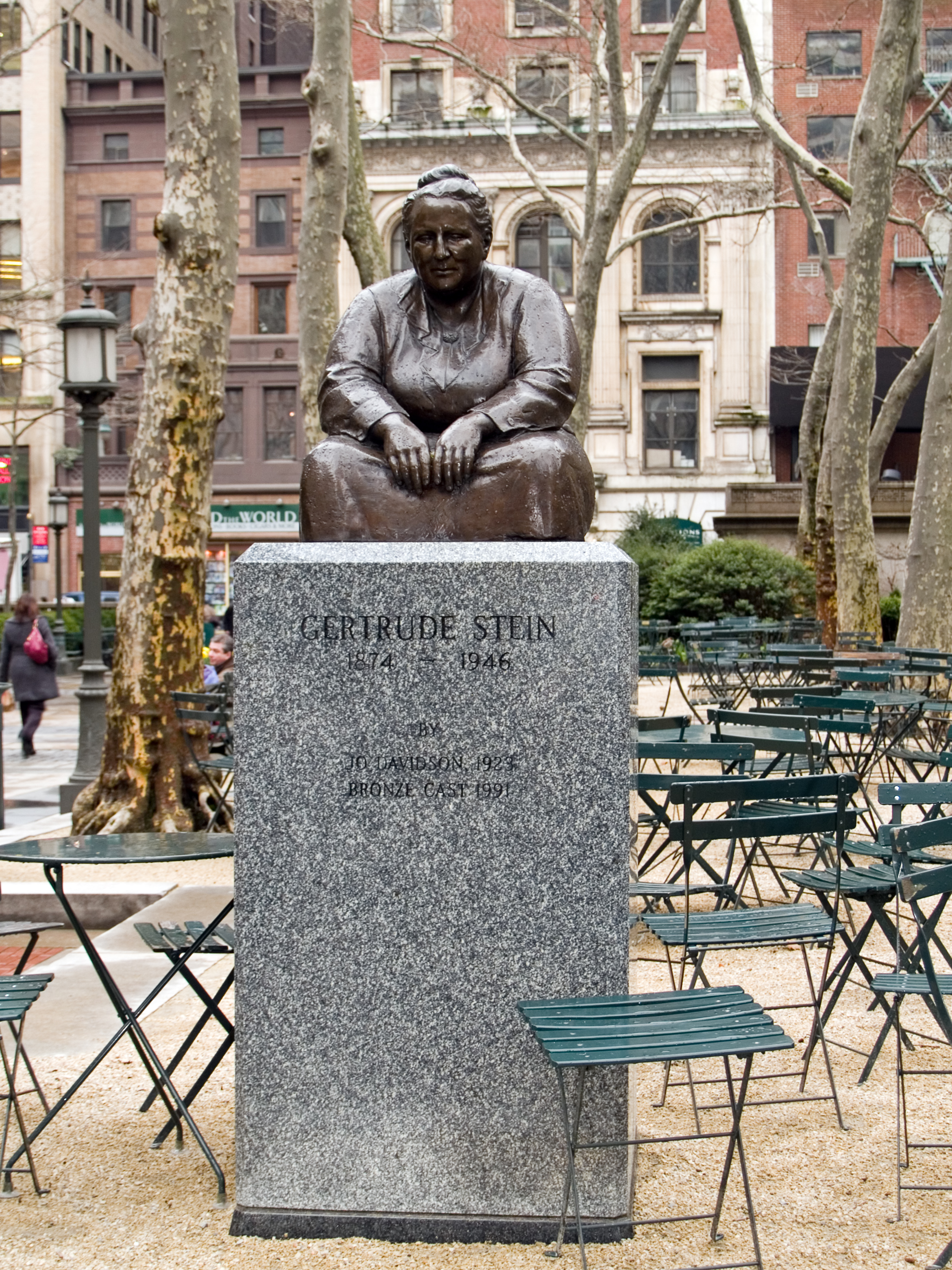
Skulptur im Bryant Park, New York, installiert 1992, nach einem Modell von Jo Davidson, gefertigt 1923 in Paris

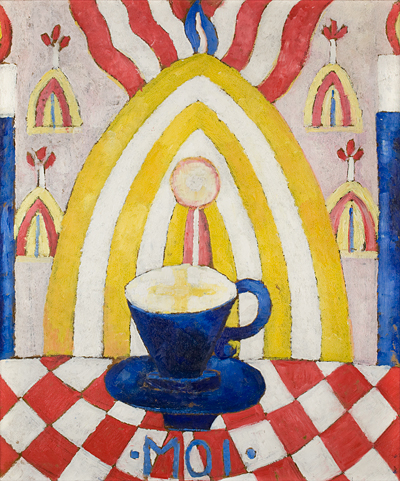
Marsden Hartley: One Portrait of One Woman, 1916, Frederick R. Weisman Art Museum, Minneapolis

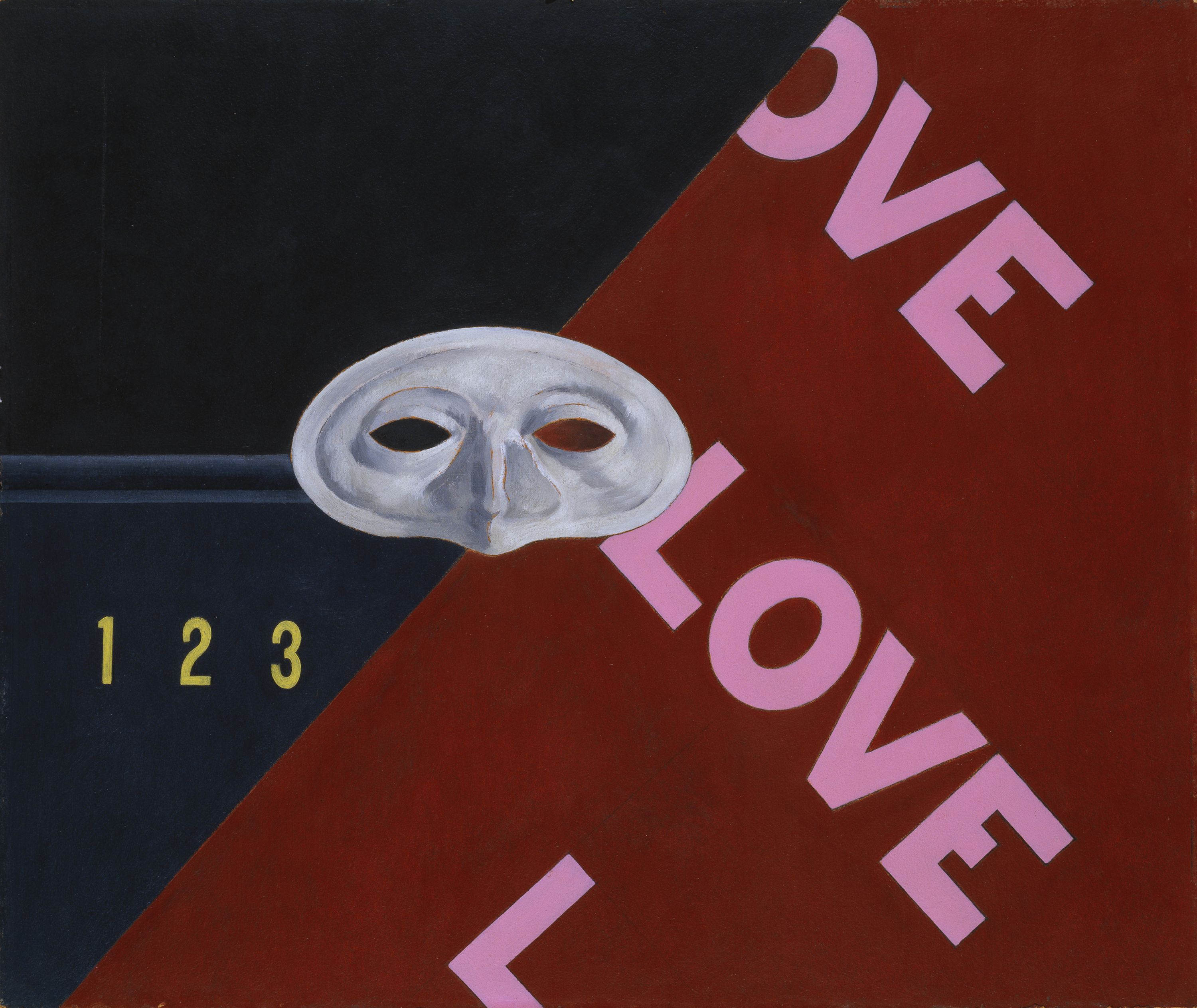
Charles Demuth: Love, Love, Love. Homage to Gertrude Stein, 1928, Museo Thyssen-Bornemisza, Madrid.

### Zeugnisse von Literaten und Künstlern
„In ihren Büchern ist das Leben eine schrecklich klare Angelegenheit. Sie ersetzt das Gefühl von der Unermeßlichkeit der Dinge, das Phantastische, durch die Verzauberung des stillen Strömens, in dem Sinn, in dem eine Rose eine Rose eine Rose ist.“

Man Ray erinnerte sich in seiner Autobiografie an seine erste Begegnung mit Gertrude Stein in der Rue de Fleurus: „Miss Stein stellte mich ihrer Freundin Alice Toklas vor, die ich für eine Zofe gehalten hatte, obwohl sie in ihrem weißen mit weißer Spitze verzierten, bedruckten Kleid zu sorgfältig zurechtgemacht war“, und er zeigt Gertrude groß und beeindruckend an ihrem Schreibtisch, mit Alice im Hintergrund, eingerahmt von der Tür wie eine Bedienstete. Man Rays Porträtfotografien von Gertrude Stein waren die ersten, die veröffentlicht wurden. Eines der Bilder, das Stein zeigt, während sie dem amerikanischen Bildhauer Jo Davidson Modell saß, wurde im Februar 1923 in Vanity Fair veröffentlicht. In Beschwörung auf „das Transatlantische“, das die beiden verband – Man Ray war wie Stein gebürtiger Amerikaner –, widmete sie ihm die Zeilen „Irgendwann, Man Ray, irgendwann. Irgendwann, Man Ray, irgendwann. Irgendwann, Man Ray, irgendwann. Irgendwann, irgendwann.“
Außer Man Ray waren es hauptsächlich die Fotografen Carl Van Vechten und Cecil Beaton, die Gertrude Stein in späteren Jahren porträtierten. Nach den Gemälden von Picasso und Vallotton aus den Jahren 1906 und 1907, 1933 von Francis Picabia und Francisco Riba-Rovira um 1945, schuf der Popartkünstler Andy Warhol innerhalb seiner Porträtreihe aus dem Jahr 1980, Zehn Porträts von Juden des 20. Jahrhunderts, ein Bild von Gertrude Stein als Siebdruck. Auf die Frage „Haben Sie all diese verschiedenen Farbflächen benutzt, um die verschiedenen Facetten von Gertrude Steins Persönlichkeit zu zeigen?“ antwortete Warhol „Ja.“
Im Jahr 1921 schuf der kubistische Bildhauer Jacques Lipchitz ein Skulpturenporträt der Schriftstellerin, obgleich sie Skulpturen nicht schätzte, wie sie später in ihrer Autobiografie schrieb.
Abstrakte Porträts mit Bezug auf Stein schufen Marsden Hartley mit One Portrait of One Woman im Jahr 1916 und Charles Demuth mit Love, Love, Love. Homage to Gertrude Stein 1928.
Ernest Hemingway schrieb in seinem Roman Paris – Ein Fest fürs Leben rückblickend: „Sie war eine solche Persönlichkeit, daß ihr niemand widerstehen konnte, den sie für sich gewinnen wollte, und Kritiker, die sie kennenlernten und ihre Bilder sahen, nahmen Arbeiten von ihr, die sie nicht verstanden, auf Treu und Glauben hin, aus Begeisterung für sie als Mensch und im Vertrauen auf ihre Urteilsfähigkeit.“
Thornton Wilder nannte sie die „Mutter der Moderne“. Sein Theaterstück Unsere kleine Stadt aus dem Jahr 1938 war inspiriert durch Steins Roman The Making of Americans.
Sinclair Lewis schrieb 1945 in der Julinummer von Esquire abwertend: „Wenn der Exhibitionist seine Riten absichtlich so verwirrend wie möglich macht, wird ihm erlaubt, weiterzumachen, weil so viele Leute Angst davor haben, auszurufen: ‚Ich weiß nicht, was es bedeuten soll!‘ Aus demselben Grund wird Gertrude Stein, die Äbtissin all dieser falschen Magie, immer noch weit und breit bewundert, obwohl sie auch weit und breit ungelesen ist.“
Der Journalist und Schriftsteller James Lord, der zu den GIs gehörte, die Stein im befreiten Paris aufsuchten, und die sie in ihrer letzten Erzählung Brewsie und Willie kritisierte, charakterisierte sie mit den Worten: „Eine Quelle ihres Charmes war meiner Ansicht nach ihre naive, fast kindliche Vertieftheit in die eigene Person. Die Welt war für sie einfach so, wie sie sie sah, und diese tröstliche Überzeugung gab sie an andere weiter. Sie hatte etwas Schulmeisterliches an sich, wirkte wie eine hausbackene, etwas selbstherrliche Lehrerin.“

### Einfluss auf die amerikanische Literatur
In den 1920er Jahren besuchten die in Paris lebenden US-amerikanischen Schriftsteller wie Hemingway, Sherwood Anderson und F. Scott Fitzgerald Steins Salon, deren Werke sie beeinflusste und die sie erstmals mit dem Begriff der „Lost Generation“ belegte. Ebenfalls beeinflusst von ihrem Stil waren beispielsweise der Lyriker Wallace Stevens, Jack Kerouac, ein Protagonist der Beat Generation, sowie Kurt Vonnegut.
Jörg Drews sah Steins Sprache in The Making of Americans als „artifiziell und hochstylisiert, dabei aber im Wortschatz fast reduziert auf eine Art basic english, dem durch die endlosen Variationen von Sätzen und in sich zurücklaufenden Satzmustern alle lautlichen Reize und semantischen Möglichkeiten abgewonnen werden.“ Drews meinte, dass das „Epos“, wie Stein den Roman selbst bezeichnete, jedoch „einzig auf Hemingways frühe Werke direkten Einfluss gehabt habe, wobei dieser die stilistischen Neuerungen des Buches nicht in ihrer ganzen Radikalität übernahm, sondern zur Konsumierbarkeit abschwächte.“

### Späte Rezeption in Deutschland
In Deutschland war es Helmut Heißenbüttel, der sich erstmals mit Steins Werk im Jahr 1955 auseinandersetzte. Max Bense hatte ihn um einen Beitrag für die neu gegründete Zeitschrift augenblick gebeten. Heißenbüttels Beitrag für das Oktoberheft trug den Titel Reduzierte Sprache. Über ein Stück von Gertrude Stein. Steins Einfluss macht sich in seinem frühen Werk bemerkbar. Heißenbüttel gehörte zur Stuttgarter Schule um Max Bense und Reinhard Döhl, die sich ab Ende der 1950er Jahre um die Förderung experimenteller Literatur und Kunst bemüht hat, zu der unter anderem Steins Werk gehörte. Weiterhin beeinflusste Steins experimenteller Stil Oskar Pastiors anagrammatische Lyrik. Pastior war ein Mitglied der vornehmlich französischen Gruppe Oulipo.

### Hommage à Gertrude Stein
Robert Bartlett Haas, ein langjähriger Brieffreund und Stein-Spezialist, leitete in den Jahren 1986 bis 1988 die Gertrude-Stein-Konferenzen und Symposien amerikanischer, französischer und deutscher Künstler und Studenten in Bilignin, dem Urlaubs- und Zufluchtsort von Stein und Toklas während des Zweiten Weltkriegs. Diese führten 1990 zu dem Studienprojekt Hommage à Gertrude Stein, veranstaltet von der Staatlichen Hochschule für Musik und Darstellende Kunst in Stuttgart. Das Projekt wurde 1996 mit der zusammenfassenden Veranstaltung I.M.P.U.L.S.E / Wortkunst Musik Bildkunst 1990–1996 / Hommage à Gertrude Stein abgeschlossen.

### Ausstellungen
Im Oktober 2011 eröffnete im Grand Palais in Paris eine Ausstellung, die den Kunstsammlern Gertrude, Leo, Michael und Sarah Stein gewidmet ist, die vorher im San Francisco Museum of Modern Art lief. Sie zeigte bis zum 16. Januar 2012 unter dem Titel Matisse, Cézanne, Picasso … L’aventure des Stein etwa 200 Exponate, die im Besitz der Sammlerfamilie waren. Darunter befanden sich beispielsweise Cézannes Portrait Mme Cézanne, Picassos Bildnis Gertrude Stein sowie Matisse’ Frau mit Hut. Anschließend wurde die Ausstellung von Februar bis Juni 2012 im Metropolitan Museum of Art in New York gezeigt.
Vallottons Porträt von Gertrude Stein wurde zusammen mit anderen Exponaten, die Steins Leben schildern, ab Mai bis September 1911 im Contemporary Jewish Museum in San Francisco und von Oktober bis Januar 2012 in der Ausstellung Seeing Gertrude Stein: Five Lives in der National Portrait Gallery in Washington D. C. ausgestellt. Es gab allerdings Kritik, dass ein Kapitel in Steins Leben in der Ausstellung nahezu ausgespart wurde. Es handelt sich um die Zeit, in der sie während des Zweiten Weltkriegs ihre Pariser Wohnung verlassen musste und sich mit Alice B. Toklas versteckt unter der Protektion des Antisemiten und Faschisten Bernard Faÿ in Bilignin aufhielt.
Anlässlich Gertrude Steins 150. Geburtstags und Pablo Picassos 50. Todestags fand vom 13. September 2023 bis 28. Januar 2024 eine Ausstellung mit dem Titel Gertrude Stein et Pablo Picasso im Musée du Luxembourg in Paris statt, die sich den Ikonen des 20. Jahrhunderts widmete.

### Beispiele von Bezügen auf Stein im Film und auf der Bühne
Steins bekanntester Satz “A rose is a rose …” wird im Musical Singin’ in the Rain (1952) von Gene Kelly zusammen mit Donald O’Connor gesungen.
Waiting for the Moon ist ein Film aus dem Jahr 1987 der Twentieth Century Fox über Gertrude Stein und Alice B. Toklas, gespielt von Linda Bassett und Linda Hunt.
Im Kinofilm Corrina, Corrina (1994) zitiert Whoopi Goldberg aus Gertrude Steins Autobiografie Everybody’s Autobiography den Satz „There is no there there“, wobei Goldberg dabei eine romantische Beziehung meint, während sich Stein auf die Suche nach ihrem Heimatort in Oakland, Kalifornien, bezog. Der Teufel trägt Prada, ein Kinofilm aus dem Jahr 2006, enthält eine Passage, in der der Protagonist Christian Thompson, gespielt von Simon Baker, Stein mit “America is my country, but Paris is my hometown” (deutsch: „Amerika ist mein Land, aber Paris meine Heimat“) aus An American and France (1936) zitiert. 2008 hatte ein Musical mit dem Titel 27, rue de Fleurus von Ted Sod und Lisa Koch bei den Urban Stages in New York Premiere. Die Handlung dreht sich um Gertrude Stein aus dem Blickwinkel von Alice B. Toklas.
Der Film Midnight in Paris, 2011, von Woody Allen spielt teilweise im nachgestellten Salon von Gertrude Stein in der Rue de Fleurus 27. Die Hauptfigur begegnet dort unter anderem Gertrude Stein (gespielt von Kathy Bates), Ernest Hemingway und Pablo Picasso.

## Werke (Auswahl)
- 1909: Three Lives. The Grafton Press, New York (auf eigene Kosten in 1500 Exemplaren verlegt); John Lane the Bodley Head, London 1915; The Modern Library, New York 1933; Peter Owen London 1970.
  - Drei Leben. Erzählungen. dt. von Marlis Pörtner. Arche, Zürich 1960.
  - Neuübersetzung: Drei Leben. Erzählungen, Vorwort von Cesare Pavese, dt. von Brigitte Gerlinghoff. Arche, Zürich 1985, ISBN 3-7160-2012-5.
- 1914: Tender Buttons: Objects, Food, Rooms, Claire Marie, New York.
  - Tender Buttons, dt. von Marie-Anne Stiebel, unter Mitarbeit und mit einer Nachbemerkung von Klaus Reichert. Suhrkamp, Frankfurt am Main 1979. ISBN 3-518-01579-6
  - Neuübersetzung: Tender Buttons. Zarte knöpft. Gegenstände – Futter – Räume, dt. von Barbara Köhler. Suhrkamp, Frankfurt am Main 2004, ISBN 978-3-518-41632-7.
- 1922: Geography and Plays. The Four Seas Company, Boston. Einführung von Sherwood Anderson; Something Else Press, New York 1968.
  - Portraits und Stücke I + II, dt. von Bernd Samland. Arche, Zürich 1986 + 1987, ISBN 3-7160-2040-0 + ISBN 3-7160-2050-8.
- 1925: The Making of Americans. Being a History of a Family’s Progress (geschrieben 1903–1911). Contact Editions, Paris 1925; Harcourt, Brace, New York 1934, repr. 1966 (gekürzte Ausgabe); Something Else Press, New York 1966; Peter Owen, London 1969 (Kopie der 1925er Ausgabe im Verlag von Robert McAlmon); Dalkey Archive Press Reprint 1995, ISBN 1-56478-088-0.
  - The Making of Americans. Geschichte vom Werdegang einer Familie, dt. von Liliane Faschinger und Thomas Priebsch, Ritter, Klagenfurt 1985, ISBN 3-85415-071-7.
- 1926: A Book Concluding with As a Boy Has a Cow, a Love Story. Orné de lithographies par Juan Gris. Éditions de la Galerie Simon, Paris 1926. Repr. Something Else Press, Barton, Vt., 1974; Ultramarine Publishing Co., Hastings-On-Hudson, New York, 1992.
  - Ein Buch mit da hat der Topf ein Loch am Ende eine Liebesgeschichte. In einer Lesart von Oskar Pastior und Sissi Tax. Friedenauer Presse, Berlin 1987, ISBN 3-921592-39-9.
- 1926: Composition As Explanation. The Hogarth Press, London; Doubleday, Doran & Co., New York 1928.
- 1927: Lucy Church Amiably. Plain Edition, Paris 1930; Something Else Press, New York 1969.
- 1928: Useful Knowledge. Payson and Clarke, New York; John Lane the Bodley Head, London 1929.
- 1929: An Acquaintance with Description . Seizin Press, London 1929.
- 1931: How to Write. Plain Edition, Paris; Something Else Press, Barton, Vt., 1973.
- 1931: Before the Flowers of Friendship Faded Friendship Faded. Plain Edition, Paris.
- 1932: Operas and Plays. Plain Edition, Paris.
- 1933: The Autobiography of Alice B. Toklas. Harcourt, Brace, New York.
  - Autobiographie von Alice B. Toklas, dt. von Elisabeth Schnack. Origo-Verlag 1956.
  - Neuübersetzung: Autobiographie von Alice B. Toklas, dt. von Roseli Bontjes van Beek und Saskia Bontjes van Beek. Arche, Hamburg 2006, ISBN 978-3-7160-2348-8.
- 1933: Matisse, Picasso and Gertrude Stein with Two Shorter Pieces. Plain Edition, Paris; Something Else Press, 1972.
- 1934: Four Saints in Three Acts, an Opera to Be Sung (Libretto, geschrieben 1927/28). Random House, New York.
- 1934: Portraits and Prayers. Random House, New York.
- 1935: Lectures in America. Random House, New York; Beacon Press, Boston 1957.
  - Was ist englische Literatur und andere Vorlesungen in Amerika, dt. von Marie-Anne Stiebel. Arche, Zürich 1964, ISBN 3-7160-2023-0.
- 1935: Narration. Four lectures. University of Chicago Press;
  - Erzählen. Vier Vorträge, dt. von Ernst Jandl. Einführung von Thornton Wilder. Suhrkamp, Frankfurt am Main 1971.
- 1936: The Geographical History of America or the Relation of Human Nature to the Human Mind, Random House, New York.
  - Die geographische Geschichte von Amerika oder Die Beziehung zwischen der menschlichen Natur und dem Geist des Menschen, dt. von Marie-Anne Stiebel. Einführung von Thornton Wilder. Suhrkamp, Frankfurt am Main 1988, ISBN 978-3-518-40139-2.
- 1937: Everybody’s Autobiography, Random House, New York.
  - Jedermanns Autobiographie, dt. von Marie-Anne Stiebel. Suhrkamp, Frankfurt am Main 1986, ISBN 978-3-518-39098-6.
- 1938: Picasso. Libraire Floury, Paris; Batsford, London 1938; Charles Scribner’s Sons, New York 1940.
  - Picasso. Sämtliche Texte 1908–1938, dt. von Roseli Bontjes van Beek und Saskia Bontjes van Beek. Arche, Hamburg 2003, ISBN 978-3-7160-2314-3.
- 1939: The World Is Round. William R. Scott, Inc., 1939.
  - Die Welt ist rund. Franz E. Walther (Illustrator), dt. von Michael Mundhenk. Ritter, Klagenfurt 2001, ISBN 978-3-85415-117-3.
- 1940: Paris France. Charles Scribner’s Sons, New York; Batsford, London 1940.
  - Paris Frankreich. Persönliche Erinnerungen, dt. von Marie-Anne Stiebel. Suhrkamp, Frankfurt am Main 1975, ISBN 978-3-518-01452-3.
- 1940: What Are Masterpieces? Conference Press, Los Angeles.
  - Was sind Meisterwerke?, dt. von Marie-Anne Stiebel. Einführung von Thornton Wilder. Arche, Zürich 1962, ISBN 3-7160-2024-9.
- 1941: Ida. A Novel. Random House, New York.
  - Ida. Ein Roman, dt. von Marie-Anne Stiebel. Suhrkamp, Frankfurt am Main 1984, ISBN 3-518-01695-4.
- 1944: Wars I Have Seen. Random House, New York; Batsford, London 1945.
  - Kriege die ich gesehen habe, dt. von Marie-Anne Stiebel. Suhrkamp, Frankfurt am Main 1984, ISBN 978-3-518-01598-8.
- 1946: Brewsie and Willie. Random House, New York.
  - Brewsie und Willie, dt. von Klaus Schmirler. Achilla Presse, Bremen 1996, ISBN 978-3-928398-19-0.

Postume Veröffentlichungen
- 1946: Reflections on the Atom Bomb. (Erstveröffentlichung in Yale Poetry Review, Dezember 1947).
- 1947: Four in America. Yale University Press, New Haven. Thornton Wilder.
- 1947: The Mother of Us All (Libretto, 1946: Musik von Virgil Thompson, 1947).
- 1948: Blood on the Dining-Room Floor. Banyan Press, Pawlett, Vt. (Vermont).
  - keine keiner. Ein Kriminalroman, dt. von Renate Stendhal. Arche, Zürich 1985, ISBN 3-7160-2021-4.
- 1949: Last Operas and Plays. Rinehart & Co., New York.
- 1950: The Things as They Are. Banyan Press, Pawlett, Vt. (ursprünglich unter dem Titel Q.E.D. 1903 geschrieben, veröffentlicht 1950).
  - Q.E.D., dt. von Marie-Anne Stiebel und Ursula Michels-Wenz. Suhrkamp, Frankfurt am Main 1990, ISBN 3-518-22055-1.
- 1951: Two: Gertrude Stein and Her Brother and Other Early Portraits, Yale University Press, New Haven.
- 1952: Mrs. Reynolds, Random House, New York.
  - Frau Reinelt, dt. von Klaus Schmirler. Achilla Presse, Hamburg 1998, ISBN 3-928398-49-0.
- 1953: Patriarchal Poetry.
- 1953: Bee Time Vine and Other Pieces (geschrieben von 1913 bis 1927), Hrsg. Carl Van Vechten. Yale University Press, New Haven. ISBN 978-0-8369-5162-2.
  - Spinnwebzeit, Bee Time Vine und andere Gedichte. Hrsg., Nachwort Marcel Beyer. Arche, Zürich 1993. ISBN 3-7160-2158-X.
- 1957: Alphabets and Birthdays. Yale University Press, New Haven.
  - Sachen Machen. Ein Buch von ABCs und Geburtstagen, dt. von Klaus Schmirler, Illustrationen von Nina Pagalies. Achilla Presse, Bremen 2001, ISBN 978-3-928398-69-5.
- 1971: Fernhurst, Q.E.D. and Other Early Writings by Gertrude Stein. Hrsg., Einführung Leon Katz. Liverlight, New York 1971, ISBN 0-87140-532-6.

Briefwechsel
- Sherwood Anderson/Gertrude Stein: Briefwechsel und ausgewählte Essays. Hrsg. von Ray Lewis White. dt. von Jürgen Dierking. Suhrkamp, Frankfurt am Main 1985, ISBN 3-518-01874-4.
- Correspondence: Pablo Picasso and Gertrude Stein. Hrsg. von Laurence Madeline. Seagull Books, Kalkutta 2008, ISBN 978-1-905422-91-3.
- Dear Sammy: letters from Gertrude Stein and Alice B. Toklas / edited with a memoir by Samuel M. Steward. Houghton Mifflin, Boston 1977 ISBN 0-395-25340-3.
- The Letters of Gertrude Stein and Carl Van Vechten. 1913–1946, zwei Bände, hrsg. von Edward Burns. Columbia University Press, New York 1986.
- The Letters of Gertrude Stein and Thornton Wilder, hrsg. mit Ulla E. Dydo. Yale University Press, New Haven 1996, ISBN 0-300-06774-7.

## Sekundärliteratur
- John Malcolm Brinnin: Die dritte Rose. Gertrude Stein und ihre Welt. Übertragen von Maria Wolff. Henry Goverts Verlag, Stuttgart 1960.
- Sarah Bay-Cheng: Mama Dada: Gertrude Stein’s Avant-Garde Theatre (Studies in Modern Drama). Neue Edition, Routledge, Florence, (Kentucky) 2005, ISBN 978-0-415-97723-4.
- Ulla E. Dydo/William Rice: Gertrude Stein: The Language That Rises: 1923–1934 (Avant-Garde & Modernism Studies). Northwestern University Press, Evanston (Illinois) 2008, ISBN 978-0-8101-2526-1.
- Ulla E. Dydo (Hrsg. und Vorwort): A Stein Reader. Northwestern Press, Evanston (Illinois) 1993, ISBN 0-8101-1083-0.
- Janice L. Doane: Silence and Narrative: The Early Novels of Gertrude Stein. Greenwood Press, Westport (Conn.) 1986.
- Vincent Andre Giroud: Picasso and Gertrude Stein. Yale University Press 2007, ISBN 978-0-300-12099-8.
- A Primer for The Gradual Understanding of Gertrude Stein. Ed. Robert Bartlett Haas. Black Sparrow Press, Los Angeles 1971; Grundlage für das Lesebuch zum allmählichen Kennenlernen von Gertrude Stein, herausgegeben und kommentiert von Robert Bartlett Haas, Vorwort Bruce Kellner, aus dem Amerikanischen von Klaus Schmirler und Ursula Michels-Wenz. Suhrkamp, Frankfurt am Main 1994, ISBN 978-3-518-38814-3.
- Ernest Hemingway: Paris – ein Fest fürs Leben. Neuübersetzung von Werner Schmitz. Rowohlt, Reinbek 2011, ISBN 978-3-498-03008-7; als Taschenbuch 2012: ISBN 978-3-499-22702-8.
- Bettina L. Knapp: Gertrude Stein. Literature and Life. Continuum International Publishing Group, London 1990, ISBN 978-0-8264-0458-9.
- Janet Malcolm: Zwei Leben: Gertrude und Alice. Übersetzung Chris Hirte. Suhrkamp, Frankfurt am Main 2008, ISBN 978-3-518-42034-8.
- James R. Mellow: Charmed Circle: Gertrude Stein & Company. Praeger Publishers, New York 1974, ISBN 0-395-47982-7.
- Stefana Sabin: Gertrude Stein. Rowohlt, Reinbek 1996, ISBN 3-499-50530-4.
- Renate Stendhal: Gertrude Stein. Ein Leben in Bildern und Texten, Arche, Zürich 1989, ISBN 3-7160-2088-5. Englische Ausgabe: Gertrude Stein. In Words and Pictures, Algquin Books, Chapel Hill 1994, ISBN 0-945575-99-8.
- Diana Souhami: Gertrude und Alice. Gertrude Stein und Alice B. Toklas. Zwei Leben – eine Biographie, aus dem Englischen von Ulrike Budde. Knesebeck 1994, ISBN 3-926901-71-3.
- Alice B. Toklas: What Is Remembered. North Point Pr, Hooton, Ellesmere Port 1985, ISBN 978-0-86547-180-1.
- Linda Wagner-Martin: Favored Strangers. Gertrude Stein and Her Family. Rutgers University Press, New Brunswick, N.J. 1995, ISBN 0-8135-2169-6.
- Andrea Weiss: Paris war eine Frau. Die Frauen von der Left Bank. Djuna Barnes, Janet Flanner, Gertrude Stein & Co. Aus dem Amerikanischen von Susanne Goerdt. Neuausgabe, Rowohlt, Reinbek 2006, ISBN 978-3-499-24224-3.
- Barbara Will: Unlikely Collaboration: Gertrude Stein, Bernard Faÿ, and the Vichy Dilemma. Columbia University Press, New York 2011, ISBN 978-0-231-15262-4.
- Brenda Wineapple: Schwester Bruder. Gertrude und Leo Stein. Aus dem Amerikanischen von Roseli Bontjes van Beek und Saskia Bontjes van Beek. Arche, Zürich 1998, ISBN 978-3-7160-2233-7.
- Ulla Haselstein: Ökonomie der Aufmerksamkeit. Gertrude Steins Laborexperimente und ihre literarischen Folgen. In: Poetica, Vol. 49, No. 3/4 (2017/2018), pp. 256–284.
- Linda Martin: The Making of Men and Women. Gertrude Stein, Hugo Münsterberg, and the Discourse of Work. In: Modernism/modernity, vol. 26 no. 1, 2019, S. 43–66.